# Championnat de France de rugby à XV 2013-2014
Navigation
Top 14 2012-2013 Top 14 2014-2015
Le championnat de France de rugby à XV 2013-2014 ou Top 14 2013-2014 est la cent-quinzième édition du championnat de France de rugby à XV. Elle oppose les quatorze meilleures équipes de rugby à XV françaises. Le championnat débute le 16 août 2013 pour s'achever par une finale le 31 mai 2014 au Stade de France.
Cette année, l'US Oyonnax et le CA Brive (vainqueur des barrages d'accession) sont promus en première division et remplacent le SU Agen et le Stade montois, relégués en deuxième division. Le Castres olympique défend son titre contre les autres équipes du championnat.

## Participants
L'US Oyonnax participe pour la première fois au championnat de France de rugby à XV depuis que le rugby à XV est passé professionnel en 1995. Le Castres olympique est le tenant du titre. Seuls le CA Brive, Montpellier HR et l'US Oyonnax n'ont jamais remporté le championnat. Le Stade toulousain, le CA Brive et le RC Toulon ont gagné la Coupe d'Europe.
| \| Aviron bayonnais Biarritz olympique CA Brive Castres · olympique ASM Clermont Auvergne FC Grenoble Montpellier HR US Oyonnax Stade français Paris USA Perpignan Racing Métro 92 RC Toulon Stade · toulousain Union Bordeaux Bègles \| Localisation des clubs engagés en championnat. |
| Aviron bayonnais Biarritz olympique CA Brive Castres · olympique ASM Clermont Auvergne FC Grenoble Montpellier HR US Oyonnax Stade français Paris USA Perpignan Racing Métro 92 RC Toulon Stade · toulousain Union Bordeaux Bègles                                                      |

| Club                  | Dernière montée | Budget 2013-2014 en millions d'euros | Classement en 2012-2013 | Entraîneur(s)                                           | Stade                                | Capacité      |
| --------------------- | --------------- | ------------------------------------ | ----------------------- | ------------------------------------------------------- | ------------------------------------ | ------------- |
| Aviron bayonnais      | 2004            | 18.15                                | 8                       | Christian Lanta Christophe Deylaud                      | Stade Jean-Dauger                    | 16 934        |
| Biarritz olympique    | 1996            | 16.94                                | 9                       | Laurent Rodriguez Didier Faugeron                       | Parc des sports d'Aguiléra           | 15 000        |
| Union Bordeaux Bègles | 2011            | 12.86                                | 12                      | Raphaël Ibañez Régis Sonnes Vincent Etcheto Joe Worsley | Stade André-Moga Stade Chaban-Delmas | 9 600 34 694  |
| CA Brive              | 2013            | 11.09                                | 2 (Pro D2)              | Nicolas Godignon Didier Casadeï Philippe Carbonneau     | Stade Amédée-Domenech                | 13 979        |
| Castres olympique     | 1989            | 17.33                                | 4 (champion)            | Matthias Rolland Serge Milhas David Darricarrère        | Stade Pierre-Antoine                 | 11 500        |
| ASM Clermont          | 1925            | 26.72                                | 1                       | Vern Cotter Franck Azéma                                | Stade Marcel-Michelin                | 18 030        |
| FC Grenoble           | 2012            | 18.64                                | 11                      | Fabrice Landreau Sylvain Bégon Franck Corrihons         | Stade Lesdiguières Stade des Alpes   | 12 650 20 068 |
| Montpellier HR        | 2003            | 19.97                                | 5                       | Fabien Galthié Mario Ledesma Stéphane Glas              | Stade Yves-du-Manoir                 | 14 700        |
| US Oyonnax            | 2013            | 9.17                                 | 1 (Pro D2)              | Christophe Urios Frédéric Charrier Lipi Sinnott         | Stade Charles-Mathon                 | 11 400        |
| Stade français        | 1997            | 24.97                                | 10                      | Gonzalo Quesada / Patricio Noriega Jean-Frédéric Dubois | Stade Jean-Bouin                     | 20 000        |
| USA Perpignan         | 1911            | 14.95                                | 7                       | Marc Delpoux Giampiero de Carli Patrick Arlettaz        | Stade Aimé-Giral                     | 15 000        |
| Racing Métro 92       | 2009            | 22.45                                | 6                       | Laurent Travers Laurent Labit Ronan O'Gara              | Stade olympique Yves-du-Manoir       | 14 000        |
| RC Toulon             | 2008            | 23.66                                | 2                       | Bernard Laporte Jacques Delmas Pierre Mignoni           | Stade Mayol                          | 15 820        |
| Stade toulousain      | 1907            | 35.42                                | 3                       | Guy Novès William Servat Jean-Baptiste Élissalde        | Stade Ernest-Wallon                  | 19 500        |

## Résumé des résultats

### Classement de la phase régulière
| Rang | Club                  | J  | V  | N | D  | Em | Ee | Bo | Bd | Pm  | Pe  | Diff | Pts |
| ---- | --------------------- | -- | -- | - | -- | -- | -- | -- | -- | --- | --- | ---- | --- |
| 1    | RC Toulon             | 26 | 16 | 1 | 9  | 54 | 27 | 5  | 6  | 660 | 466 | +194 | 77  |
| 2    | Montpellier HR        | 26 | 15 | 1 | 10 | 59 | 46 | 7  | 7  | 670 | 525 | +145 | 76  |
| 3    | ASM Clermont          | 26 | 15 | 1 | 10 | 59 | 37 | 6  | 5  | 659 | 500 | +159 | 73  |
| 4    | Stade toulousain      | 26 | 13 | 2 | 11 | 53 | 30 | 7  | 6  | 548 | 442 | +106 | 69  |
| 5    | Racing Métro 92       | 26 | 15 | 2 | 9  | 32 | 34 | 1  | 4  | 459 | 448 | +11  | 69  |
| 6    | Castres olympique (T) | 26 | 13 | 2 | 11 | 50 | 35 | 6  | 4  | 567 | 488 | +79  | 66  |
| 7    | Stade français Paris  | 26 | 14 | 1 | 11 | 46 | 46 | 3  | 4  | 529 | 496 | +33  | 65  |
| 8    | Union Bordeaux Bègles | 26 | 13 | 0 | 13 | 58 | 44 | 5  | 7  | 629 | 573 | +56  | 64  |
| 9    | CA Brive (P)          | 26 | 11 | 2 | 13 | 32 | 36 | 4  | 9  | 473 | 476 | -3   | 61  |
| 10   | Aviron bayonnais      | 26 | 11 | 1 | 14 | 29 | 48 | 1  | 7  | 424 | 549 | -125 | 54  |
| 11   | FC Grenoble           | 26 | 11 | 2 | 13 | 32 | 52 | 1  | 4  | 465 | 625 | -160 | 53  |
| 12   | US Oyonnax (P)        | 26 | 11 | 1 | 14 | 34 | 49 | 1  | 4  | 456 | 562 | -106 | 51  |
| 13   | USA Perpignan         | 26 | 10 | 1 | 15 | 35 | 48 | 2  | 7  | 486 | 593 | -107 | 51  |
| 14   | Biarritz olympique    | 26 | 5  | 1 | 20 | 27 | 68 | 0  | 8  | 374 | 656 | -282 | 30  |

|  | Qualifiés pour les demi-finales (no 1, no 2) et qualifié pour la Coupe d'Europe 2014-2015.                             |
|  | Qualifiés pour les barrages (no 3, no 4, no 5, no 6) et qualifié pour la Coupe d'Europe 2014-2015.                     |
|  | Qualifié pour un barrage (no 7) contre le 7e au classement anglais pour se qualifier pour la Coupe d'Europe 2014-2015. |
|  | Relégués en Pro D2 pour la saison 2014-2015 (no 13 et no 14).                                                          |
|  | T : tenant du titre 2013 • P : promu 2013                                                                              |

Attribution des points : victoire sur tapis vert : 5, victoire : 4, match nul : 2, défaite : 0, forfait : -2 ; plus les bonus (offensif : 3 essais de plus que l'adversaire ; défensif : défaite par 7 points d'écart ou moins).
Règles de classement : 1. points terrain (bonus compris) ; 2. points terrain obtenus dans les matchs entre équipes concernées ; 3. différence de points dans les matchs entre équipes concernées ; 4. différence entre essais marqués et concédés dans les matchs entre équipes concernées ; 5. différence de points ; 6. différence entre essais marqués et concédés ; 7. nombre de points marqués ; 8. nombre d'essais marqués ; 9. nombre de forfaits n'ayant pas entraîné de forfait général ; 10. place la saison précédente ; 11. nombre de personnes suspendues après un match de championnat.

### Phase finale
|  | Barrages                                               | Barrages                                   |                                                       |                                                       | Demi-finales                                          | Demi-finales                                          |  |  | Finale                                      | Finale                                      |
|  | Barrages                                               | Barrages                                   |                                                       |                                                       | Demi-finales                                          | Demi-finales                                          |  |  | Finale                                      | Finale                                      |
|  |                                                        |                                            |                                                       |                                                       |                                                       |                                                       |  |  |                                             |                                             |
|  | 9 mai 2014 au Stade Ernest-Wallon,Toulouse             | 9 mai 2014 au Stade Ernest-Wallon,Toulouse |                                                       |                                                       | 16 mai 2014 au Stade Pierre-Mauroy, Villeneuve-d'Ascq | 16 mai 2014 au Stade Pierre-Mauroy, Villeneuve-d'Ascq |  |  | 31 mai 2014 au Stade de France, Saint-Denis | 31 mai 2014 au Stade de France, Saint-Denis |
|  | 9 mai 2014 au Stade Ernest-Wallon,Toulouse             | 9 mai 2014 au Stade Ernest-Wallon,Toulouse |                                                       |                                                       | 16 mai 2014 au Stade Pierre-Mauroy, Villeneuve-d'Ascq | 16 mai 2014 au Stade Pierre-Mauroy, Villeneuve-d'Ascq |  |  | 31 mai 2014 au Stade de France, Saint-Denis | 31 mai 2014 au Stade de France, Saint-Denis |
|  | 9 mai 2014 au Stade Ernest-Wallon,Toulouse             | 9 mai 2014 au Stade Ernest-Wallon,Toulouse | (1) RC Toulon                                         | 16                                                    |                                                       |                                                       |  |  | 31 mai 2014 au Stade de France, Saint-Denis | 31 mai 2014 au Stade de France, Saint-Denis |
|  | (4) Stade toulousain                                   | 16                                         | (1) RC Toulon                                         | 16                                                    |                                                       |                                                       |  |  | 31 mai 2014 au Stade de France, Saint-Denis | 31 mai 2014 au Stade de France, Saint-Denis |
|  | (4) Stade toulousain                                   | 16                                         | (5) Racing Métro 92                                   | 6                                                     |                                                       |                                                       |  |  | 31 mai 2014 au Stade de France, Saint-Denis | 31 mai 2014 au Stade de France, Saint-Denis |
|  | (5) Racing Métro 92                                    | 21                                         | (5) Racing Métro 92                                   | 6                                                     |                                                       |                                                       |  |  | 31 mai 2014 au Stade de France, Saint-Denis | 31 mai 2014 au Stade de France, Saint-Denis |
|  | (5) Racing Métro 92                                    | 21                                         | 17 mai 2014 au Stade Pierre-Mauroy, Villeneuve-d'Ascq | 17 mai 2014 au Stade Pierre-Mauroy, Villeneuve-d'Ascq | (1) RC Toulon                                         | 18                                                    |  |  |                                             |                                             |
|  | 10 mai 2014 au Stade Marcel-Michelin, Clermont-Ferrand |                                            | 17 mai 2014 au Stade Pierre-Mauroy, Villeneuve-d'Ascq | 17 mai 2014 au Stade Pierre-Mauroy, Villeneuve-d'Ascq | (1) RC Toulon                                         | 18                                                    |  |  |                                             |                                             |
|  |                                                        | (6) Castres olympique                      | 17 mai 2014 au Stade Pierre-Mauroy, Villeneuve-d'Ascq | 17 mai 2014 au Stade Pierre-Mauroy, Villeneuve-d'Ascq | 10                                                    |                                                       |  |  |                                             |                                             |
|  | (3) ASM Clermont                                       | (6) Castres olympique                      | 17 mai 2014 au Stade Pierre-Mauroy, Villeneuve-d'Ascq | 17 mai 2014 au Stade Pierre-Mauroy, Villeneuve-d'Ascq | 10                                                    | 16                                                    |  |  |                                             |                                             |
|  | (3) ASM Clermont                                       | (6) Castres olympique                      | 22                                                    |                                                       |                                                       | 16                                                    |  |  |                                             |                                             |
|  | (6) Castres olympique                                  | (6) Castres olympique                      | 22                                                    | 22                                                    |                                                       |                                                       |  |  |                                             |                                             |
|  | (6) Castres olympique                                  | (2) Montpellier HR                         | 19                                                    | 22                                                    |                                                       |                                                       |  |  |                                             |                                             |
|  |                                                        | (2) Montpellier HR                         | 19                                                    |                                                       |                                                       |                                                       |  |  |                                             |                                             |

## Faits notables de la saison

### Inter-saison

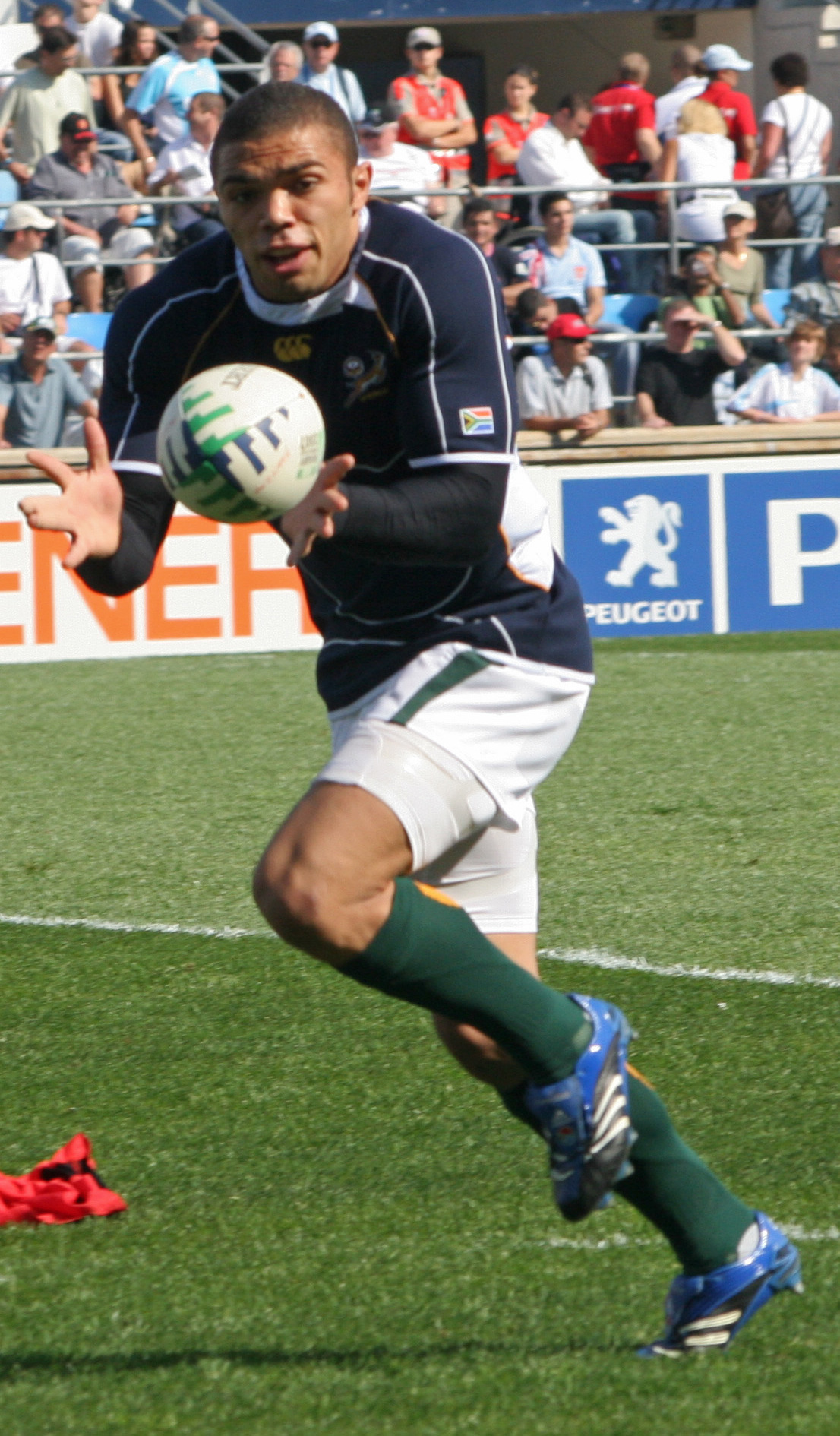
Bryan Habana, en 2007

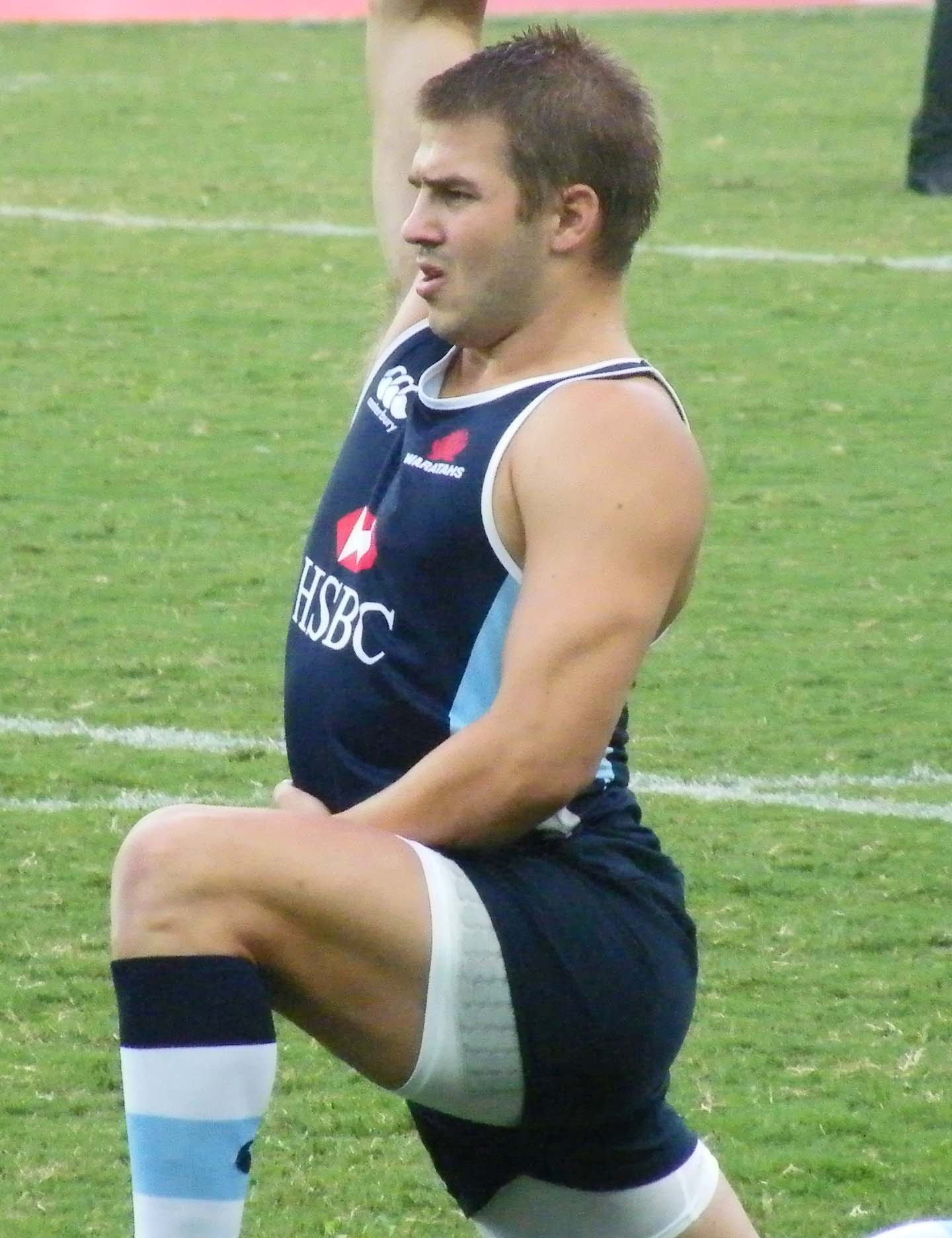
Drew Mitchell

L'ASM Clermont Auvergne connaît quelques épisodes difficiles à l'inter-saison, avec notamment un départ annoncé de Vern Cotter, démenti aussitôt par l'entraîneur clermontois ainsi que la nomination d'un nouveau président. L'USA Perpignan eut également un peu de mal à nommer son nouveau président.
Gonzalo Quesada a quitté le Racing Métro 92 pour rejoindre le Stade français tandis que Laurent Labit et Laurent Travers, ensemble depuis qu'ils entraînaient l'US Montauban rejoignent le Racing Métro 92 en compagnie de Ronan O'Gara et quittent le Castres olympique. Mathias Rolland, accompagné du duo Serge Milhas et David Darricarrère qui ont permis au Stade rochelais de remonter en première division prennent en main le Castres olympique. Christophe Urios reste à l'US Oyonnax mais s'entoure de nouveaux adjoints. Les autres staffs du championnat ne bougent pas, mis à part au RC Toulon où Jacques Delmas remplace Olivier Azam, parti au Lyon OU.

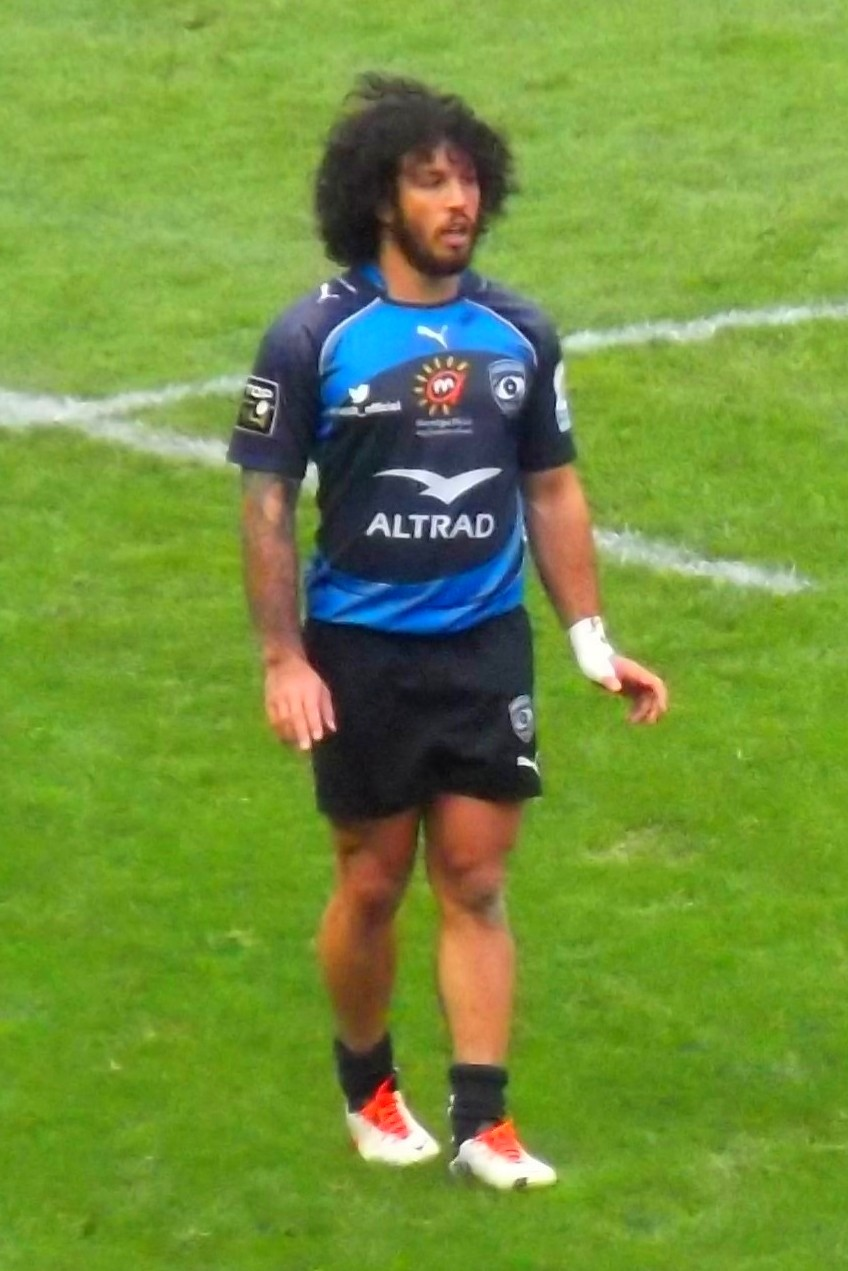
Rene Ranger (Montpellier)

Du côté des recrues, les plus attendues sont celles du RC Toulon, du Stade français et du Racing Métro 92. En effet, Bryan Habana,
Drew Mitchell, Ali Williams, Martin Castrogiovanni et Juan Smith ont rejoint la rade, alors que du côté parisien, Morné Steyn et Digby Ioane ont rejoint le Stade français tandis que Jonathan Sexton, Jamie Roberts et Dan Lydiate ont rejoint le Racing. Le Montpellier HR a également recruté des joueurs importants, comme Nicolas Mas, Jim Hamilton, Sitaleki Timani ou Rene Ranger. Richie Gray rejoint le Castres olympique en compagnie de son compatriote Max Evans. Guy Novès a quant à lui décidé de modifier la politique de recrutement du Stade toulousain, en engageant plus de joueurs étrangers tout en continuant de former les jeunes. Certaines recrues sont présentées par les clubs avant de repartir pour disputer le Rugby Championship et ne débuteront en championnat qu'au mois d'octobre après la fin du tournoi.

### 1rejournée

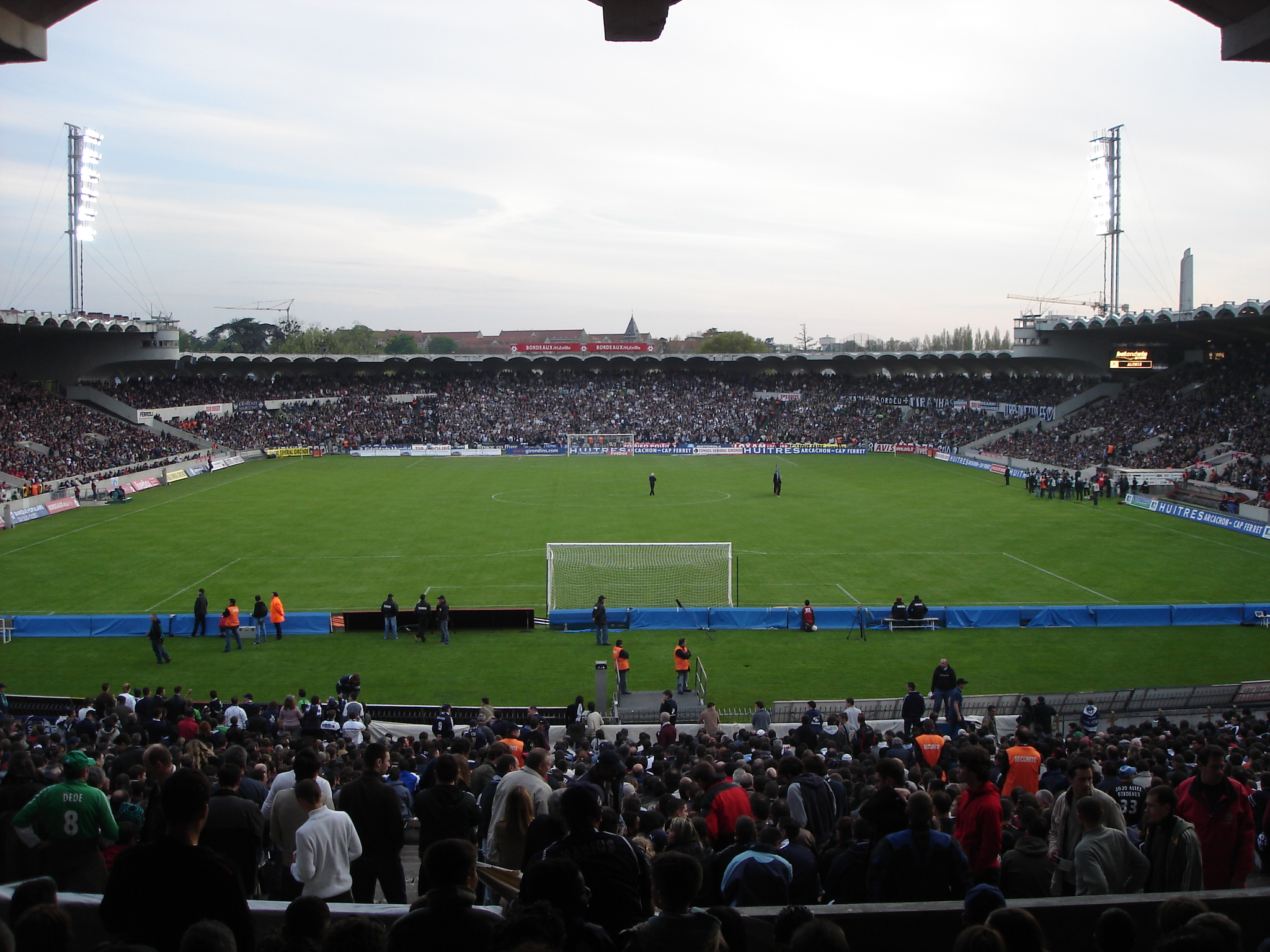
Le stade Chaban-Delmas est le théâtre de la victoire de l'UBB contre le Stade toulousain.

La première journée est marquée par les défaites inattendues du champion de France, le Castres olympique à Perpignan et du Stade toulousain en déplacement à Bordeaux,.

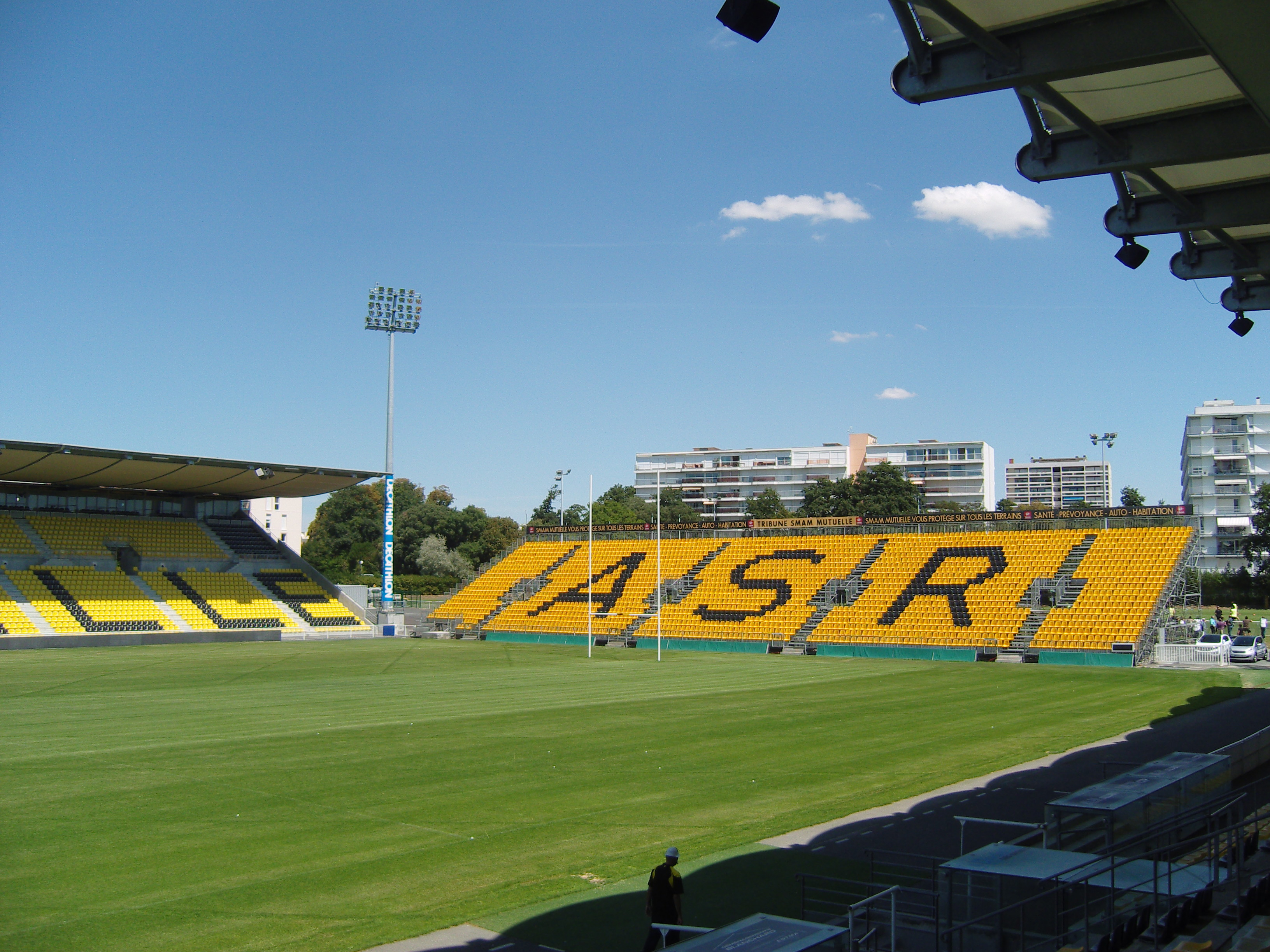
Le Racing Métro 92 délocalise au stade Marcel-Deflandre pour accueillir le CA Brive et voit les premiers pas de Dan Lydiate et Jonathan Sexton dans le Top 14.

Malgré une prestation d'ensemble correcte, le Castres Olympique, en infériorité numérique et pénalisé par de nombreuses absences, s'incline sur le score de 26-23 face à l'USA Perpignan. De son côté, l'Union Bordeaux Bègles signe pour son premier match de la saison au stade Chaban-Delmas un probant et peu attendu succès contre le Stade toulousain, très indiscipliné et régulièrement pénalisé.
En ouverture du championnat, le champion d'Europe, le RC Toulon a obtenu un résultat nul 22-22 sur la pelouse du Montpellier HR. Yoan Audrin a inscrit le premier essai du championnat dès la troisième minute de jeu si bien que les Montpelliérains mènent par 10 points à la mi-temps (13-3), mais un essai de Maxime Mermoz sur interception à dix minutes de la fin scelle le score du match. 

### 2ejournée

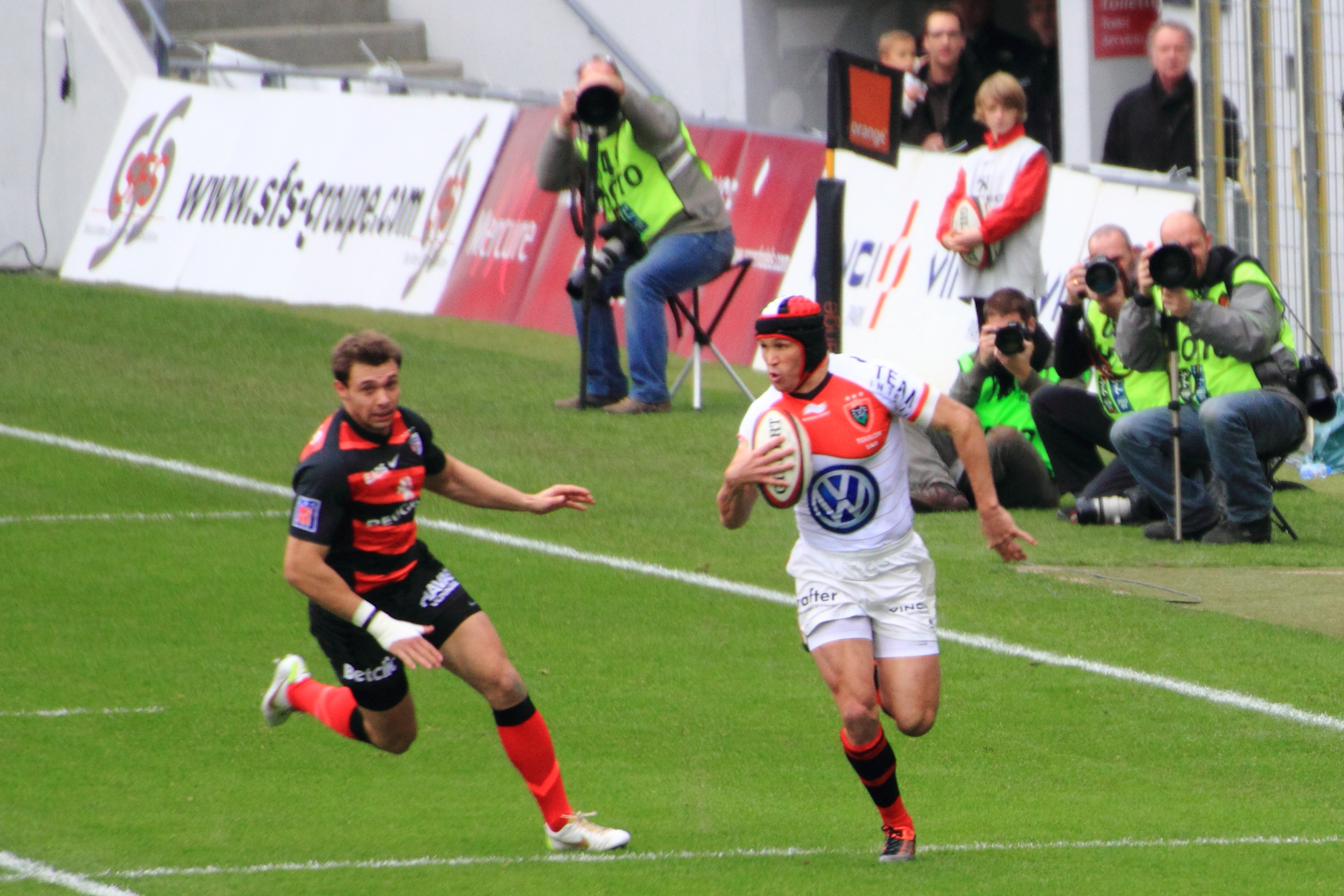
Matt Giteau a marqué le quatrième essai toulonnais contre le Racing Métro 92.

La deuxième journée remet presque tout le monde à égalité avec les défaites de toutes les équipes vainqueurs à l'exception du RC Toulon . Le club varois s'impose en effet facilement à domicile contre le Racing Métro 92 (41-14), dans un match un match entre deux équipes favorites dans la course au titre, grâce à cinq essais de David Smith (2 essais), Sébastien Tillous-Borde, Jocelino Suta et Matt Giteau contre un essai de Virgile Lacombe pour les franciliens. Les deux premiers cartons rouges de la saison sont distribués à la suite d'une bagarre entre Martin Castrogiovanni et Karim Ghezal. Le racing malgré la présence de ses recrues stars sur le terrain est resté plusieurs tons en dessous.

L'US Oyonnax s'illustre en remportant son premier match à domicile au Stade Charles-Mathon contre l'ASM Clermont Auvergne (30-19)  grâce à trois essais de Jody Jenneker, Florian Denos et Valentin Ursache, un buteur en réussite (Benjamin Urdapilleta va marquer 15 points et marquer un drop-goal), et un écart de 20 points à la mi-temps, contre deux essais de Gerhard Vosloo et Benson Stanley.

### Trois matchs en neuf jours

#### 3ejournée
La journée est marquée par la victoire 28-26 de Grenoble qui fait tomber à domicile le leader Toulon . Mené tout le match, le club varois revient à deux points de Grenoble dans les dernières minutes grâce à un essai de Matt Giteau mais Jonny Wilkinson rate la transformation de l'égalisation. Après trois journées, il ne reste plus d'équipe invaincue.
Union Bordeaux Bègles  bat le Castres olympique, tenant du titre d'un point (21-20).

#### 4ejournée
Cette 4e journée se dispute en milieu de semaine. Lors de cette journée, le Montpellier HR se distingue en étant le seul club à s'imposer à l'extérieur grâce à sa victoire (29-36) sur l'Union Bordeaux Bègles qui disputait son premier match à domicile,.

#### 5ejournée

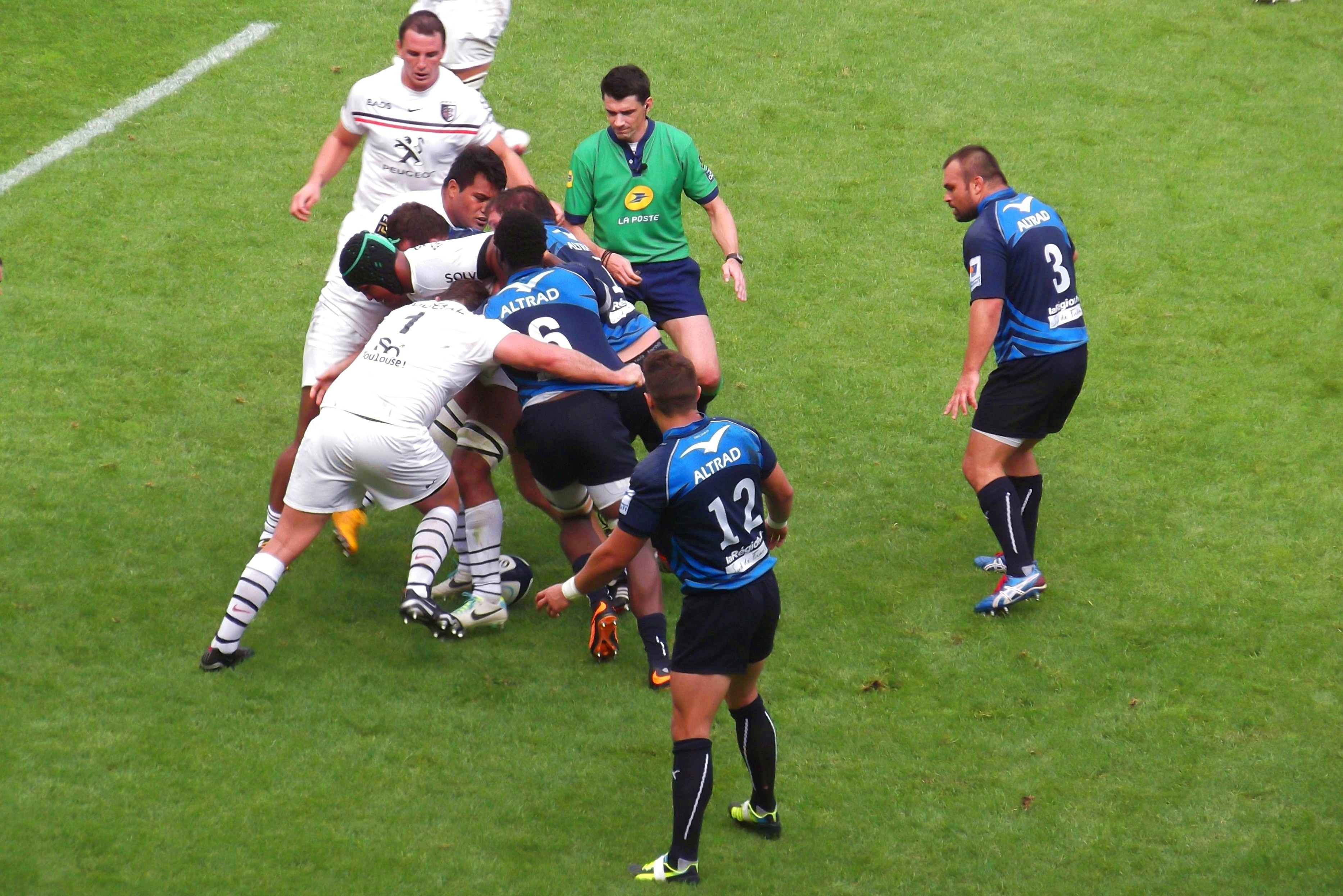
Montpellier-Toulouse (25-0)

La 5e journée est la dernière de la série de trois en neuf jours.Montpellier HR s'illustre en signant une troisième victoire d'affilée. Le club héraultais bat le Stade toulousain sur le score de 25 à 0 pour le MHR grâce à trois essais signés Jonathan Pélissié, François Trinh-Duc, et Benoît Sicart, et obtient le bonus offensif.
À domicile, le Racing Métro 92 s'impose avec seulement 3 points d'écarts contre l'USA Perpignan dans son Stade Yves-du-Manoir de Colombes. Pour rugbyrama, le club francilien est encore en rodage et présente un jeu balbutiant malgré ses trois victoires depuis le début de l'année.

### 6ejournée

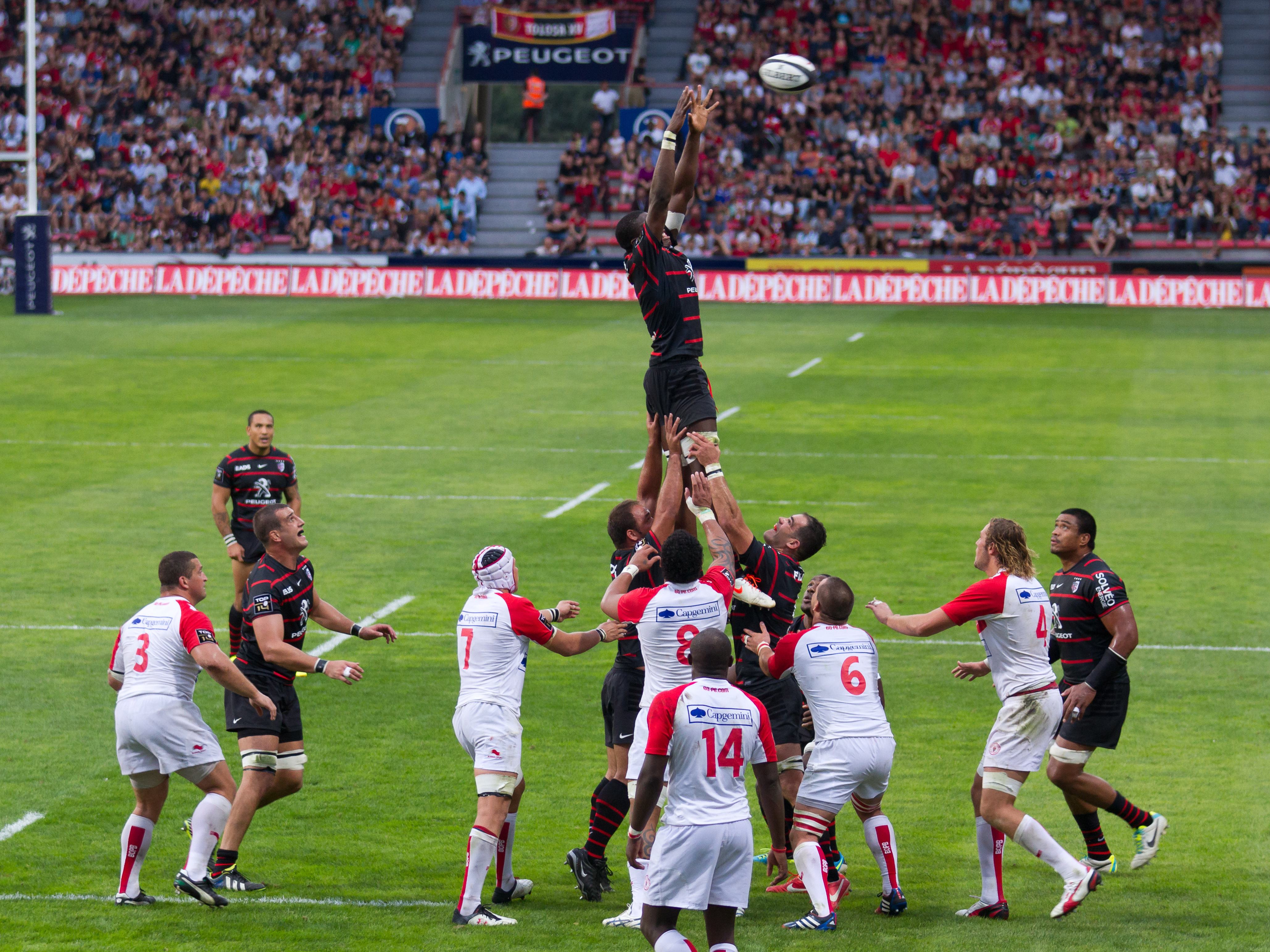
Toulouse-Biarritz (31-7)

La 6e journée est marquée par la défaite surprise de Montpellier. Une semaine après une cinglante victoire sur Toulouse, le XV héraultais, probablement fatigué, est défait 28 à 16 à Perpignan contre l'USAP, qui obtient le bonus offensif. Autres faits marquants : les victoires de Castres et Toulouse, qui se reprennent après leur défaite de la 5e journée. Solides tout au long du match devant leur public de Pierre-Antoine, les Castrais s'imposent 22 à 15 contre Toulon grâce notamment à un essai de Brice Mach. Toulouse, de son côté, remporte son match à domicile contre Biarritz sur le score de 31 à 7 en remportant le bonus offensif.

### 7ejournée
La 7e journée voit la sixième défaite de Biarritz. Malgré dix bonnes minutes en début de seconde période où l'équipe marque neuf points pour reprendre la tête, le club basque s'incline 21 à 27 contre Grenoble. Le club isérois obtient le bonus offensif,. Bayonne, l'autre club basque, est défait 18 à 12 sur le terrain de Toulon qui a marqué deux essais par Tuisova et Smith. Montpellier bat l'ASM Clermont Auvergne (43-3) avec le bonus offensif. En queue de classement, Biarritz ferme la marche derrière Bayonne.

### 8ejournée

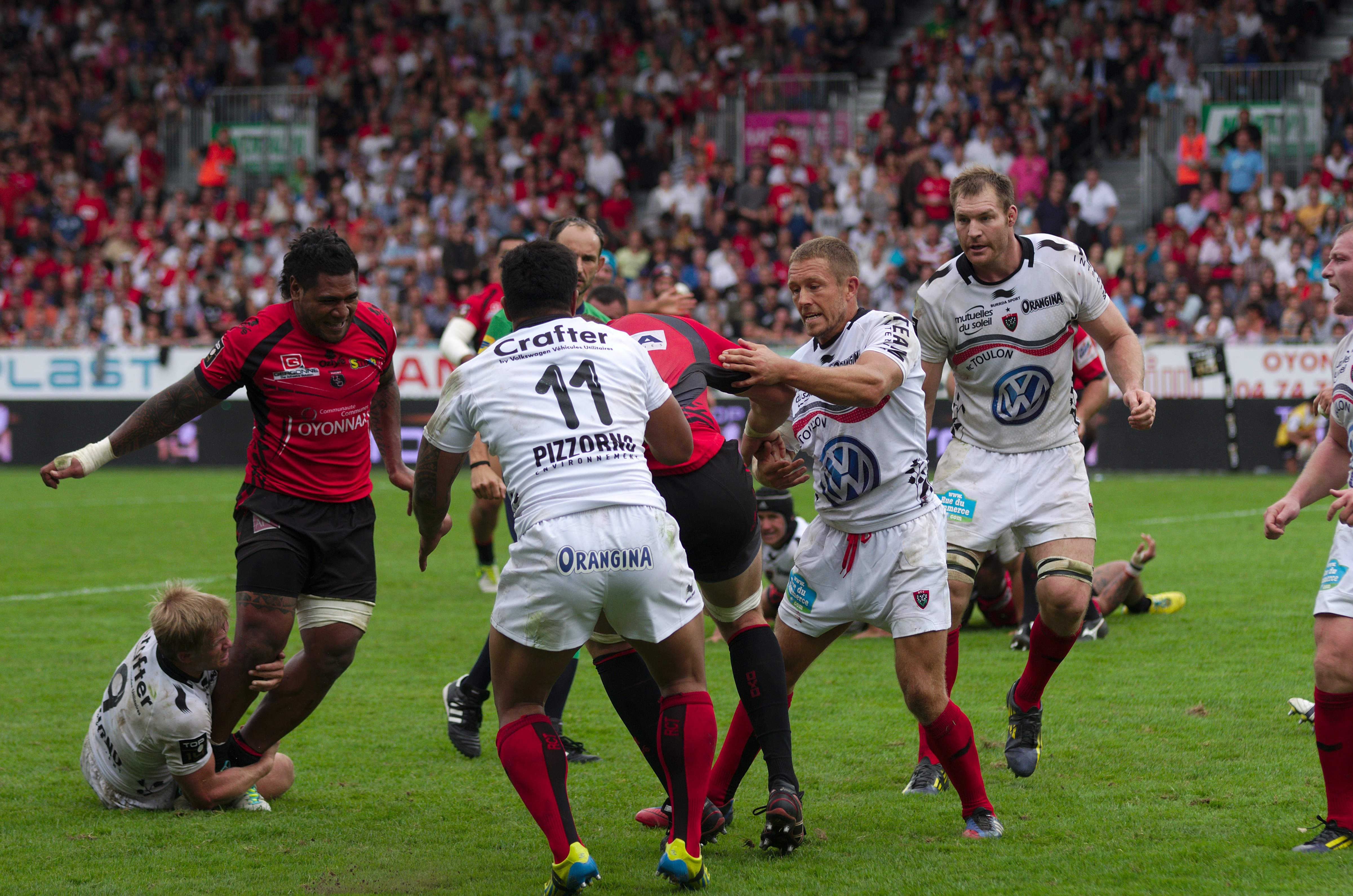
Stade Charles-Mathon : Oyonnax-Toulon (25-22)

Moment attendu de la 8e journée, le derby basque s'achève sur la victoire à domicile de Bayonne 27 à 19. Encore une fois battu et ayant laissé échapper le bonus défensif par la faute d'un but de pénalité manqué par Jo Pietersen face aux poteaux, Biarritz reste bon dernier du championnat. Autre résultat remarqué, la défaite du leader toulonnais sur la pelouse du promu Oyonnax.Après Clermont, Castres et Biarritz, Toulon, qui ne s'attendait sûrement pas à une telle résistance d'Oyonnax s'incline 25 à 22 à Charles-Mathon.

### 9ejournée
Le fait principal de la 9e journée est le resserrement en tête du classement. À la fin de cette journée, trois équipes sont à égalité à 27 points : Toulon, Montpellier, Toulouse. Toulon a battu Clermont à Nice 25 à 19 tirant profit de la maladresse du buteur clermontois Brock James. À Toulouse, le Stade toulousain a défait le Stade français 28 à 10 avec le bonus offensif. C'est leur cinquième victoire bonifiée en autant de rencontres à domicile. Enfin, Montpellier a étrillé 45 à 20 le promu Oyonnax lui passant six essais et s'adjugeant également le bonus offensif.
Autre fait marquant, la deuxième victoire à l'extérieur de Grenoble, qui fait cette fois trébucher le Racing Métro. Dominateur en mêlée, les isérois battent les franciliens 20 à 22.

### 10ejournée
La 10e journée du Top 14 s'achève une nouvelle fois sur sept victoires à domicile. Dans le principal choc de la journée, le Stade toulousain l'emporte sur le fil 13 à 12 face à un Toulon très efficace en défense mais qui n'a pas pu compter cette fois sur la réussite au pied de Jonny Wilkinson. Biarritz s'incline une nouvelle fois, cette fois à Castres (39-0). Au stade de France, le Racing Métro remporte 16 à 12 un derby francilien sans saveur face au Stade français.

### 11ejournée
La journée voit le sursaut du Biarritz Olympique qui après 8 défaite d'affilée s'impose 9 à 6 à domicile et sous la pluie face au Racing Métro. De son côté, le CA Brive, avec du culot et de l'envie triomphe sur sa pelouse du leader le Stade toulousain tandis que Clermont  obtient un bon match nul chez le champion de France, Castres.

### 12ejournée
La journée se déroule pendant la tournée d'automne obligeant les clubs à se passer de nombreux internationaux. Biarritz et Castres en profitent pour obtenir leurs premières victoires à l'extérieur respectivement face à CA Brive (14-9) et Montpellier (16-20) . Toulon, qui a battu Perpignan 15 à 9 à domicile, et Clermont, qui a étrillé le Racing Métro 47-14 sur sa pelouse, se partagent la tête du classement .

### 13ejournée

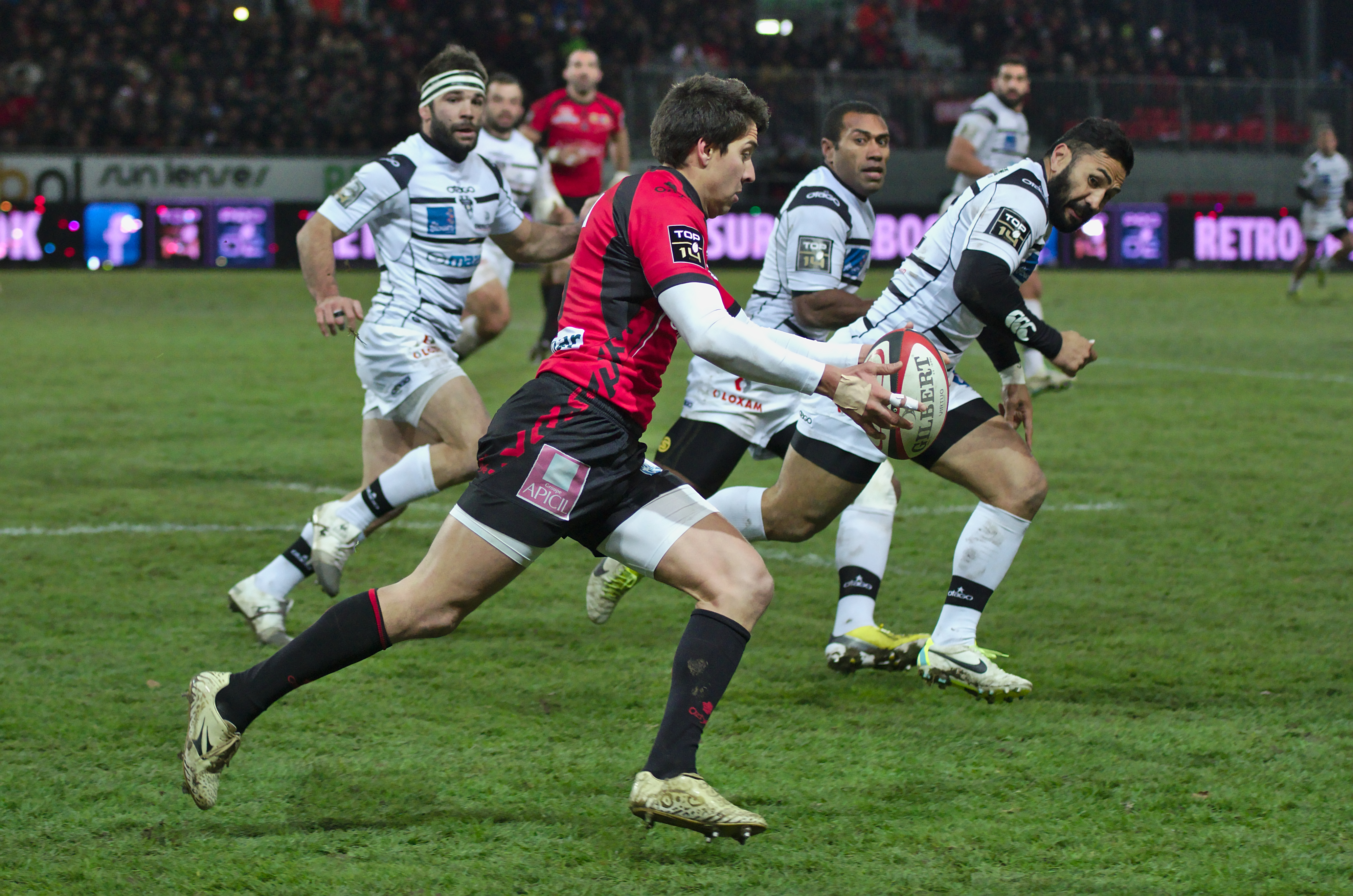
Lucas Amorosino, Oyonnax-Brive (26-9)

En signant sa huitième victoire 30 à 23 contre Perpignan, Clermont s'adjuge le titre de champion d'automne . Toulon, de son côté, est sèchement battu à Paris (23-0) par le Stade français. À domicile, le Racing Métro gagne face à Montpellier (17-12) et Toulouse perd à l'extérieur face à Grenoble (18-25). En bas de classement, le promu Oyonnax se donne un peu d'air en battant le CA Brive (26-9) à Charles-Mathond.

### 14ejournée
La journée est marquée par les victoires des cinq premiers du classement général, Clermont, Toulon, Castres, Toulouse et le Stade français, tous à domicile .

### 15ejournée
Le Stade français remonte à la deuxième place du classement grâce à sa victoire (19-12) sur Perpignan et aux défaites combinées de Toulon, Castres et Toulouse.

### 16ejournée
Perpignan s'impose à domicile 20 à 8 contre Bayonne après cinq défaites de rang . De son côté, Grenoble signe un exploit en s'imposant 21 à 22 sur la pelouse de Toulon. Enfin, Bayonne et Biarritz sont les deux perdants de la journée, relégués aux deux dernières places du classement après leurs défaites respectives.

### 17ejournée

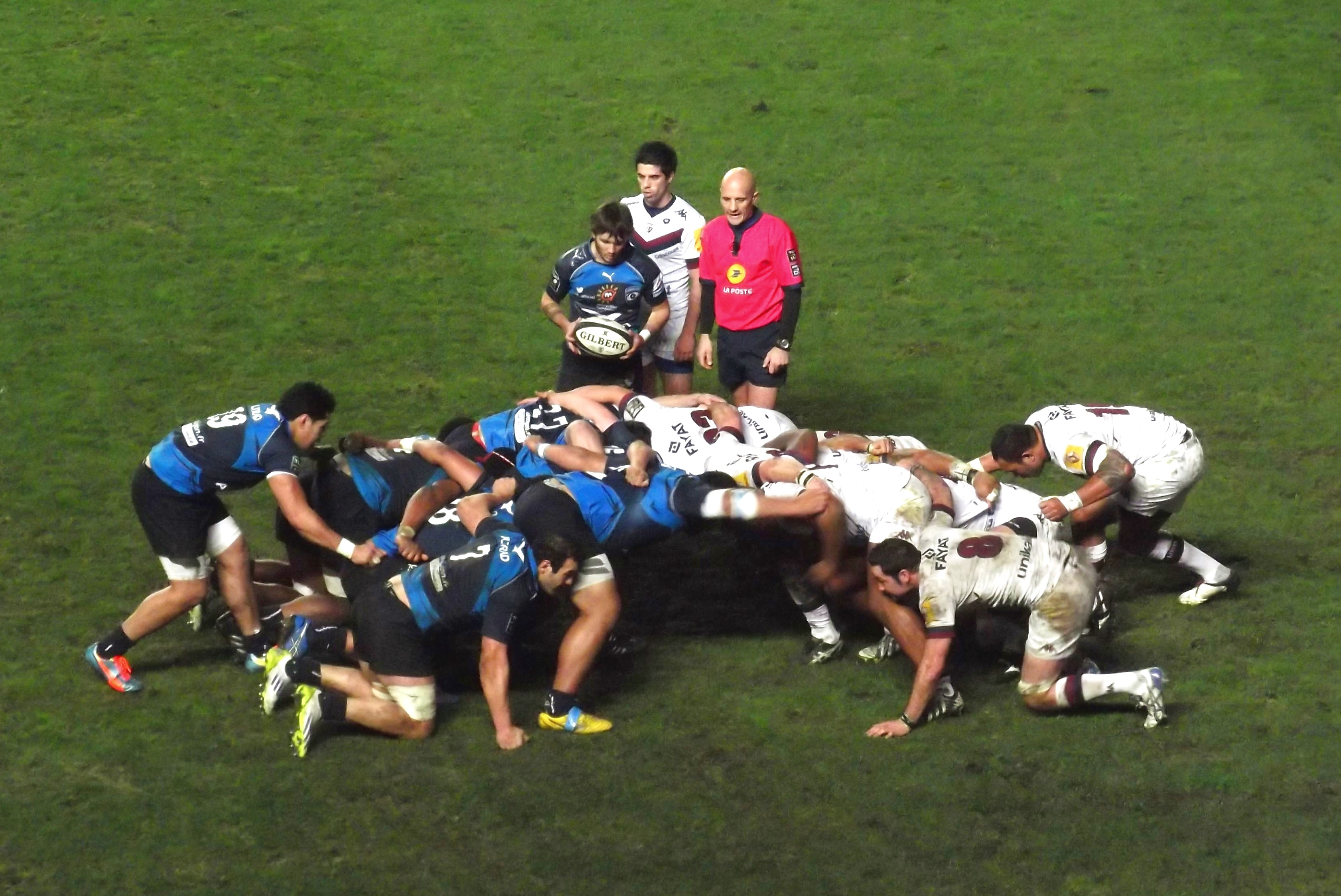
MHR-UBB (28-23).

Le Stade français s'empare de la première place du classement grâce à sa victoire bonifiée 32 à 6 contre Castres. À l'opposé, Toulon, qui s'est incliné pour la troisième fois de suite à Brive (23-10), sort du Top 6. Au stade Yves-du-Manoir, Montpellier bat l'Union Bordeaux Bègles (28 à 23).

### 18ejournée
Clermont reprend la première place du classement grâce à une victoire sans bonus 25 à 13 contre le Stade français. Toulon s'impose de justesse à domicile contre le dernier du classement le Biarritz olympique qui menait jusqu'à la 75e minute.

### 19ejournée
Le Stade toulousain remporte sa première victoire (6-16) à l'extérieur à Biarritz . Brive s'impose sur sa pelouse avec le bonus offensif contre le troisième du championnat, le Stade français. Enfin, Grenoble et Montpellier impressionnent  en s'imposant respectivement contre Clermont et Perpignan.

### 20ejournée
En s'imposant 12 à 6 contre Brive, Perpignan met fin à une série de trois matchs sans victoires et s'offre des points précieux pour le maintien. À la peine en championnat, Biarritz s'impose 20 à 22 sur la pelouse de Grenoble. Enfin, le Stade français s'impose à domicile 29 à 2̟6 contre Oyonnax dans un match ponctué par quatre essais pour chaque équipe.

### 21ejournée
Bayonne remporte un derby basque sans éclat (8-11), réduisant encore les chances de son adversaire Biarritz de se maintenir . En s'imposant 25-15 contre Castres, le Racing Métro s'est de son côté replacé pour une qualification en phase finale. Enfin, Perpignan s'incline lourdement contre Toulouse (37-9), compromettant à nouveau sa poursuite en Top 14.

### 22ejournée

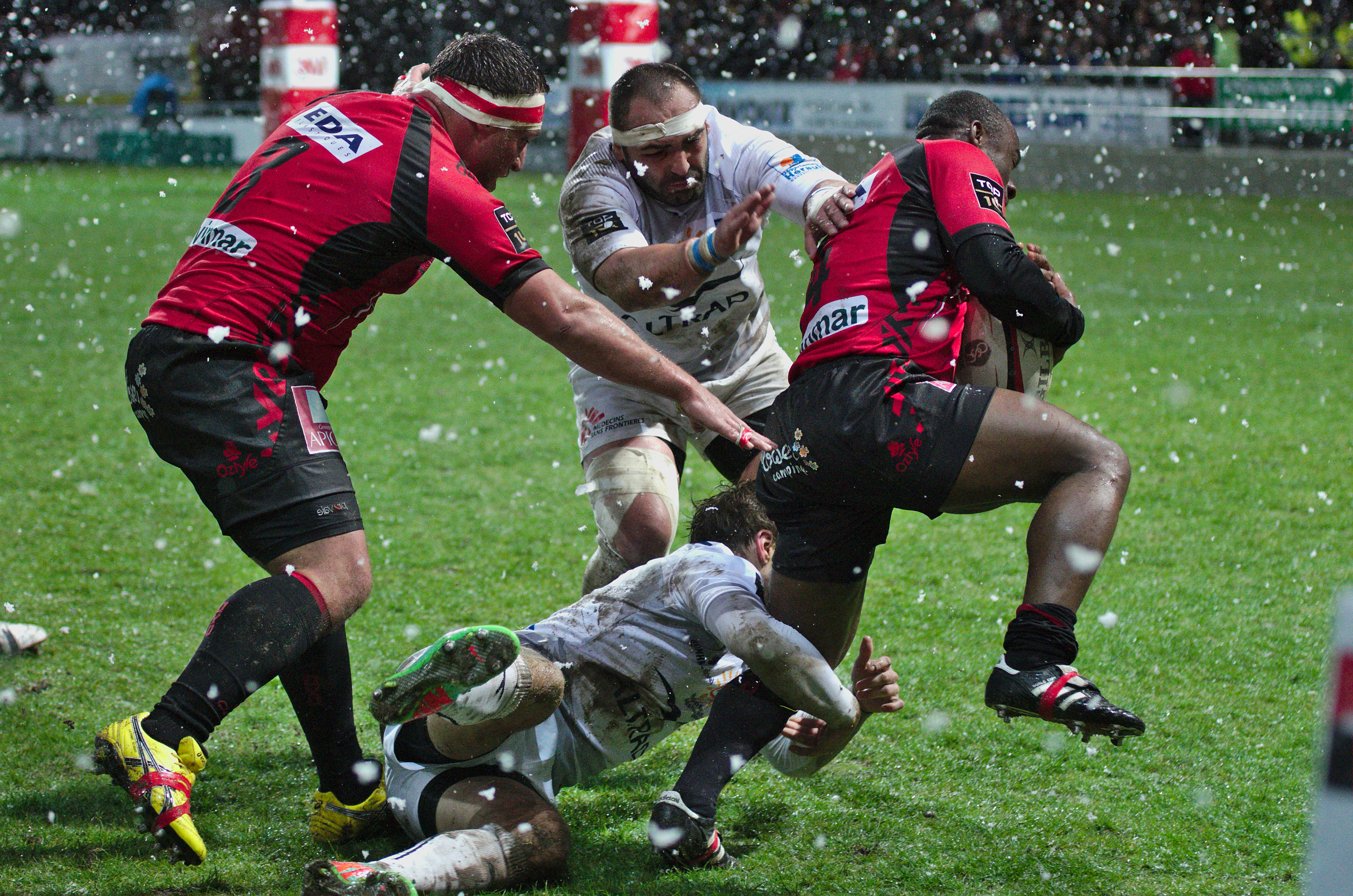
Oyonnax-Montpellier (8-22)

Le Racing Métro et l'Union Bordeaux Bègles s'illustrent en s'imposant à l'extérieur, respectivement face à Grenoble (13-26) et Bayonne (22-23). Ces succès permettent aux deux clubs de rester au contact des places qualificatives pour les phases finales. De son côté, le Biarritz olympique est définitivement condamné à la relégation à la suite de sa défaite à Perpignan (16-10) et toujours dans la course au maintien, Oyonnax a concédé une défaite à domicile sous la neige, face à  Montpellier (8-22).

### 23ejournée
Le Racing Métro remporte (22-32) le derby francilien sur la pelouse du Stade français, ce qui lui permet de revenir dans les places qualificatives pour les phases finales. Oyonnax s'impose  sur sa pelouse avec le bonus offensif contre Grenoble (40-13), glanant de précieux pour le maintien. Enfin, Montpellier prend la tête du classement après sa victoire 43-27 contre Bayonne.

### 24ejournée
Montpellier, le leader, gagne à Grenoble (36 à 30) et Toulon gagne à Bordeaux-Bègles (22 à 20). De son côté, l'USAP se donne de l'air en battant Oyonnax (22-12). Enfin, Toulouse bat le CA Brive (16-9) et Clermont bat Castres (23-11).

### 25ejournée
Toulon, avec sa victoire à Perpignan (31-46), profite de la défaite de Montpellier à Castres (22-15) pour prendre la première place. Oyonnax égale le nombre de points de Perpignan et relance la lutte pour le maintien après son match nul contre Toulouse (19-19).

### 26ejournée

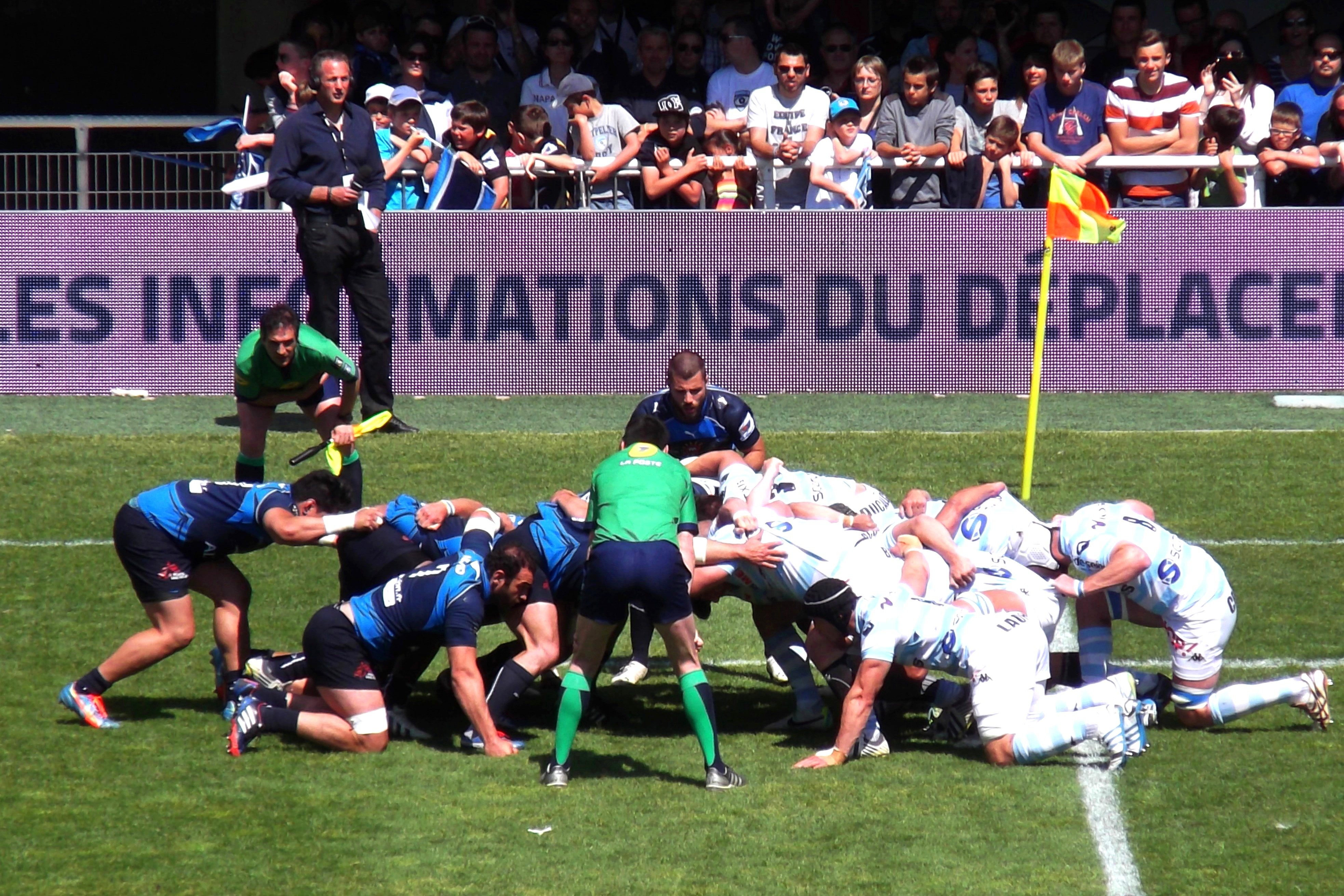
MHR-Racing Métro 92 (44-10).

Perpignan et Oyonnax, les deux équipes jouant encore leur maintien s'inclinent respectivement à Clermont (25-22), et à Brive (19-17), en accrochant le point de bonus défensif. Les deux équipes finissent avec le même nombre de points (51), mais c'est finalement Oyonnax qui se maintient à la différence de points particulière (22/9 à Oyonnax, 22/12 à Perpignan) dans les confrontations directes entre ces 2 équipes. L'USAP descend à l'étage inférieur après 103 ans de présence ininterrompue dans l'Elite.Toulon reste leader après sa victoire face au Stade Français (17-15) qui ne se qualifie donc pas pour les phases finales malgré une saison relativement réussie gâchée par des mauvais résultats lors des derniers matchs. Montpellier garde aussi sa deuxième place à la suite de sa victoire (bonifiée) contre le Racing Métro 92 (44-10). Clermont, Toulouse, le Racing et Castres (respectivement troisième, quatrième, cinquième et sixième) se qualifient pour les barrages.

### Polémiques sur l'arbitrage
À l'issue de la 16e journée de Top 14, Bernard Laporte, passablement énervé contre Laurent Cardona pour son arbitrage lors de la rencontre ayant opposé le RC Toulon et le FC Grenoble (21-22), déclenche une vive polémique. Le qualifiant notamment de « nul » mais aussi d'« incompétent » , il fustige son mauvais arbitrage en particulier concernant l'essai en fin de match d'Alipate Ratini ayant donné la victoire aux grenoblois. Considérant que le RC Toulon aurait dû bénéficier d'un avantage à ce moment-là, il explique que l'essai aurait dû être refusé, le traitant pour cette raison de « voleur » et d'« amateur ». Sur ces propos, le monde du rugby va même jusqu'à croire que Bernard Laporte pourrait mettre un terme à ses fonctions. Cette rumeur est cependant vite démentie. Laurent Cardona, touché par ces propos haineux et agressifs, répond de façon extrêmement vive aux paroles du manager du RC Toulon. Il dit notamment que « les mots de Laporte sont sans fondement et pleins de vide » et qu'il est « favorable à un débat constructif ». Cependant, Bernard Laporte ne veut rien entendre et réitère ses propos en qualifiant Laurent Cardona de « pipe » et d'« incompétent », à tel point que l'on commence à parler d'« acharnement » sur l'arbitre. À la suite de ces débordements de la part du manager du RC Toulon, ce dernier se voit infliger 13 semaines de suspensions par la commission de discipline de la Ligue nationale de rugby.
Les tensions entre les dirigeants du RC Toulon et le milieu arbitral s'apaisent peu à peu mais l'arbitrage reste critiqué à l'image du président de Clermont Éric de Cromières, qui juge que le match opposant Clermont à Grenoble lors de la 19e journée du top 14 (victoire 16-13 des grenoblois à domicile) a été très mal arbitré et ce, en la défaveur de son équipe. Il attend ainsi « beaucoup plus d'implication de la part du milieu arbitral ».

## Résultats détaillés

### Phase régulière

#### Tableau synthétique des résultats
L'équipe qui reçoit est indiquée dans la colonne de gauche.
| Clubs              | BAY   | BIA   | UBB   | CAB   | CAS   | CLE   | GRE   | MHR   | USO   | SFR   | PER   | RAC   | RCT   | TOU   |
| ------------------ | ----- | ----- | ----- | ----- | ----- | ----- | ----- | ----- | ----- | ----- | ----- | ----- | ----- | ----- |
| Aviron bayonnais   |       | 27-19 | 22-23 | 9-6   | 23-13 | 18-9  | 24-21 | 24-19 | 39-11 | 24-19 | 31-20 | 16-19 | 9-15  | 21-13 |
| Biarritz olympique | 8-11  |       | 15-22 | 19-13 | 34-34 | 18-22 | 21-27 | 19-12 | 22-24 | 6-18  | 12-16 | 9-6   | 13-24 | 6-16  |
| Bordeaux-Bègles    | 34-6  | 54-20 |       | 27-23 | 21-20 | 26-16 | 38-17 | 29-36 | 35-10 | 45-23 | 23-5  | 25-9  | 20-22 | 31-25 |
| CA Brive           | 17-10 | 9-14  | 25-12 |       | 34-0  | 26-24 | 31-6  | 15-9  | 19-17 | 28-12 | 31-6  | 9-9   | 23-10 | 25-13 |
| Castres olympique  | 46-16 | 39-0  | 15-9  | 38-6  |       | 22-22 | 34-6  | 22-15 | 17-16 | 38-10 | 37-13 | 19-15 | 22-15 | 29-27 |
| ASM Clermont       | 55-0  | 35-6  | 40-11 | 36-29 | 23-11 |       | 27-13 | 42-16 | 33-19 | 25-13 | 25-22 | 47-14 | 22-16 | 38-19 |
| FC Grenoble        | 21-21 | 20-22 | 21-14 | 12-12 | 20-16 | 16-13 |       | 30-36 | 23-10 | 19-16 | 25-19 | 13-26 | 28-26 | 25-18 |
| Montpellier HR     | 43-27 | 48-22 | 28-23 | 33-24 | 16-20 | 43-3  | 25-18 |       | 45-20 | 19-10 | 50-19 | 44-10 | 22-22 | 25-0  |
| US Oyonnax         | 9-6   | 24-22 | 26-12 | 26-9  | 19-9  | 30-19 | 40-13 | 8-22  |       | 15-16 | 22-9  | 6-0   | 25-22 | 19-19 |
| Stade français     | 13-9  | 38-3  | 37-23 | 25-18 | 32-6  | 23-16 | 21-6  | 18-11 | 29-26 |       | 19-12 | 22-32 | 23-0  | 27-27 |
| USA Perpignan      | 20-8  | 16-10 | 31-20 | 12-6  | 26-23 | 23-30 | 36-13 | 28-16 | 22-12 | 27-28 |       | 19-19 | 31-46 | 20-16 |
| Racing Métro 92    | 18-8  | 37-7  | 26-19 | 19-14 | 25-15 | 22-6  | 20-22 | 17-12 | 22-9  | 16-12 | 19-16 |       | 14-3  | 25-5  |
| RC Toulon          | 18-12 | 33-20 | 37-17 | 62-12 | 19-13 | 25-19 | 21-22 | 43-10 | 64-10 | 17-15 | 15-9  | 41-14 |       | 32-28 |
| Stade toulousain   | 40-3  | 31-7  | 18-16 | 16-9  | 26-9  | 19-12 | 38-8  | 12-15 | 14-3  | 28-10 | 37-9  | 30-6  | 13-12 |       |

|  | Victoire à domicile |  | Match nul |  | Défaite à domicile |

#### Détail des résultats
Les points marqués par chaque équipe sont inscrits dans les colonnes centrales (3-4) alors que les essais marqués sont donnés dans les colonnes latérales (1-6). Les points de bonus sont symbolisés par une bordure bleue pour les bonus offensifs (trois essais de plus que l'adversaire), orange pour les bonus défensifs (défaite avec au plus sept points d'écart), rouge si les deux bonus sont cumulés.

#### Évolution du classement
| Club               | 1  | 2  | 3  | 4  | 5  | 6  | 7  | 8  | 9  | 10 | 11 | 12 | 13 | 14 | 15 | 16 | 17 | 18 | 19 | 20 | 21 | 22 | 23 | 24 | 25 | 26 |
| ------------------ | -- | -- | -- | -- | -- | -- | -- | -- | -- | -- | -- | -- | -- | -- | -- | -- | -- | -- | -- | -- | -- | -- | -- | -- | -- | -- |
| Aviron bayonnais   | 1  | 8  | 3  | 9  | 12 | 12 | 13 | 13 | 13 | 12 | 12 | 12 | 12 | 13 | 12 | 13 | 13 | 11 | 13 | 13 | 11 | 12 | 13 | 12 | 11 | 10 |
| Biarritz olympique | 11 | 5  | 13 | 13 | 14 | 14 | 14 | 14 | 14 | 14 | 14 | 14 | 14 | 14 | 14 | 14 | 14 | 14 | 14 | 14 | 14 | 14 | 14 | 14 | 14 | 14 |
| Bordeaux Bègles    | 2  | 9  | 5  | 8  | 11 | 9  | 10 | 12 | 10 | 11 | 11 | 11 | 10 | 9  | 9  | 9  | 10 | 9  | 10 | 10 | 9  | 8  | 7  | 7  | 8  | 8  |
| CA Brive           | 12 | 4  | 11 | 14 | 13 | 13 | 11 | 10 | 9  | 10 | 8  | 9  | 11 | 10 | 10 | 10 | 9  | 10 | 9  | 9  | 8  | 9  | 9  | 9  | 9  | 9  |
| Castres olympique  | 9  | 3  | 8  | 3  | 5  | 4  | 8  | 8  | 11 | 9  | 10 | 5  | 3  | 2  | 3  | 3  | 3  | 3  | 5  | 3  | 6  | 4  | 4  | 6  | 5  | 6  |
| ASM Clermont       | 4  | 10 | 2  | 1  | 3  | 1  | 6  | 2  | 5  | 2  | 3  | 2  | 1  | 1  | 1  | 1  | 2  | 1  | 1  | 1  | 2  | 1  | 3  | 3  | 3  | 3  |
| FC Grenoble        | 6  | 13 | 7  | 12 | 8  | 11 | 7  | 9  | 7  | 6  | 7  | 8  | 7  | 7  | 7  | 6  | 4  | 6  | 6  | 6  | 10 | 10 | 10 | 10 | 10 | 11 |
| Montpellier HR     | 8  | 14 | 9  | 5  | 2  | 6  | 3  | 4  | 2  | 4  | 2  | 4  | 6  | 6  | 6  | 7  | 5  | 4  | 2  | 5  | 3  | 3  | 1  | 1  | 2  | 2  |
| US Oyonnax         | 14 | 11 | 14 | 10 | 7  | 10 | 12 | 11 | 12 | 13 | 13 | 13 | 13 | 12 | 13 | 12 | 11 | 12 | 11 | 11 | 12 | 13 | 11 | 13 | 12 | 12 |
| Stade français     | 10 | 7  | 1  | 7  | 4  | 3  | 2  | 1  | 4  | 7  | 5  | 6  | 5  | 5  | 2  | 2  | 1  | 2  | 3  | 2  | 4  | 5  | 8  | 8  | 7  | 7  |
| USA Perpignan      | 5  | 6  | 12 | 6  | 10 | 8  | 9  | 7  | 6  | 5  | 6  | 7  | 9  | 11 | 11 | 11 | 12 | 13 | 12 | 12 | 13 | 11 | 12 | 11 | 13 | 13 |
| Racing Métro 92    | 3  | 12 | 6  | 11 | 6  | 7  | 5  | 6  | 8  | 8  | 9  | 10 | 8  | 8  | 8  | 8  | 8  | 8  | 8  | 8  | 7  | 7  | 5  | 4  | 4  | 5  |
| RC Toulon          | 7  | 1  | 4  | 2  | 1  | 2  | 1  | 3  | 1  | 3  | 1  | 1  | 4  | 3  | 4  | 5  | 7  | 5  | 4  | 4  | 1  | 2  | 2  | 2  | 1  | 1  |
| Stade toulousain   | 13 | 2  | 10 | 4  | 9  | 5  | 3  | 5  | 3  | 1  | 4  | 3  | 2  | 4  | 5  | 4  | 6  | 7  | 7  | 7  | 5  | 6  | 6  | 5  | 6  | 4  |

### Phase finale

#### Barrages
| 9 mai 2014 20 h 45 | Stade toulousain                                                                               | 16 - 21 (3 - 12) | Racing Métro 92                                          | Stade Ernest-Wallon, Toulouse 18,600 spectateurs Arbitre : Jérôme Garcès |
| 9 mai 2014 20 h 45 | Essai(s) : Gear (43e) Transformation(s) : Doussain (44e) Pénalité(s) : Doussain (4e, 50e, 58e) |                  | Pénalité(s) : Sexton (11e, 16e, 26e, 31e, 54e, 62e, 78e) | Stade Ernest-Wallon, Toulouse 18,600 spectateurs Arbitre : Jérôme Garcès |
| 9 mai 2014 20 h 45 |                                                                                                |                  |                                                          | Stade Ernest-Wallon, Toulouse 18,600 spectateurs Arbitre : Jérôme Garcès |

| 10 mai 2014 16 h 30 | ASM Clermont Auvergne | 16 - 22 (9 - 6) | Castres olympique | Stade Marcel-Michelin, Clermont-Ferrand 18,000 spectateurs Arbitre : Romain Poite |
| 10 mai 2014 16 h 30 | Essai(s) : Chouly (77e) Transformation(s) : James (78e) Pénalité(s) : James (4e, 25e, 32e) Carton(s) jaune(s) : Vosloo (51e) |                 | Essai(s) : Lamerat 62e Transformation(s) : Kockott (63e) Pénalité(s) : Kockott (6e, 8e, 47e, 50e, 67e) Carton(s) jaune(s) : Capó Ortega (31e), Evans (38e) | Stade Marcel-Michelin, Clermont-Ferrand 18,000 spectateurs Arbitre : Romain Poite |
| 10 mai 2014 16 h 30 | |                 | | Stade Marcel-Michelin, Clermont-Ferrand 18,000 spectateurs Arbitre : Romain Poite |

#### Demi-finales
| 16 mai 2014 20 h 45 | RC Toulon | 16 - 6 (7 - 6) | Racing Métro 92                 | Stade Pierre-Mauroy, Lille 48,982 spectateurs Arbitre : Mathieu Raynal |
| 16 mai 2014 20 h 45 | Essai(s) : Giteau (12e) Transformation(s) : Wilkinson (13e) Pénalité(s) : Wilkinson (46e, 71e) Drop(s) : Wilkinson (71e) Carton(s) jaune(s) : Bastareaud (18e) |                | Pénalité(s) : Sexton (16e, 32e) | Stade Pierre-Mauroy, Lille 48,982 spectateurs Arbitre : Mathieu Raynal |
| 16 mai 2014 20 h 45 | |                |                                 | Stade Pierre-Mauroy, Lille 48,982 spectateurs Arbitre : Mathieu Raynal |

| 17 mai 2014 16 h 30 | Montpellier HR | 19 - 22 (10 - 13) | Castres olympique | Stade Pierre-Mauroy, Lille 49,257 spectateurs Arbitre : Pascal Gaüzère |
| 17 mai 2014 16 h 30 |                |                   |                   | Stade Pierre-Mauroy, Lille 49,257 spectateurs Arbitre : Pascal Gaüzère |
| 17 mai 2014 16 h 30 |                |                   |                   | Stade Pierre-Mauroy, Lille 49,257 spectateurs Arbitre : Pascal Gaüzère |

#### Finale
| 31 mai 2014 20h45 | RC Toulon                                                                                | 18-10 (12-10) | Castres olympique                                                                      | Stade de France, Saint-Denis 80 174 spectateurs Arbitre : Christophe Berdos |
| 31 mai 2014 20h45 | Pénalité(s) : Wilkinson (8e, 23e, 32e, 54e), D. Armitage (74e) Drop(s) : Wilkinson (35e) |               | Essai(s) : M.Evans (11e) Transformation(s) : Kockott (12e) Pénalité(s) : Kockott (29e) | Stade de France, Saint-Denis 80 174 spectateurs Arbitre : Christophe Berdos |
| 31 mai 2014 20h45 |                                                                                          |               |                                                                                        | Stade de France, Saint-Denis 80 174 spectateurs Arbitre : Christophe Berdos |

| Titulaires · Delon Armitage 15 · Drew Mitchell 14 · Mathieu Bastareaud 13 · Matt Giteau 12 · Bryan Habana 11 · Jonny Wilkinson 10 · 74e Sébastien Tillous-Borde 9 · Steffon Armitage 8 · Juan Martín Fernández Lobbe 7 · Juan Smith 6 · Ali Williams 5 · 59e Bakkies Botha 4 · 66e Carl Hayman 3 · 31e Craig Burden 2 · 52e Xavier Chiocci 1 · Remplaçants · 31e Jean-Charles Orioli 16 · 52e Alexandre Menini 17 · 66e Martín Castrogiovanni 18 · 59e Jocelino Suta 19 · 20 · 74e Michael Claassens 21 · 22 · Entraîneur |  | Titulaires · 15 Brice Dulin · 14 Max Evans · 13 Romain Cabannes 64e · 12 Rémi Lamerat · 11 Rémy Grosso · 10 Rémi Talès 20e 25e 68e · 9 Rory Kockott 78e · 8 Antonie Claassen · 7 Yannick Caballero 52e · 6 Piula Faasalele · 5 Rodrigo Capó Ortega · 4 Richie Gray 52e · 3 Ramiro Herrera 75e · 2 Brice Mach 59e · 1 Yannick Forestier 53e · Remplaçants · 16 Mathieu Bonello 59e · 17 Saimone Taumoepeau 53e · 18 Christophe Samson 52e · 19 Jannie Bornman 52e · 20 Cédric Garcia 78e · 21 Daniel Kirkpatrick 20e 25e 69e · 22 Seremaia Bai 64e · 23 Mihăiță Lazăr 75e · Entraîneur |

## Statistiques

### Meilleur réalisateur

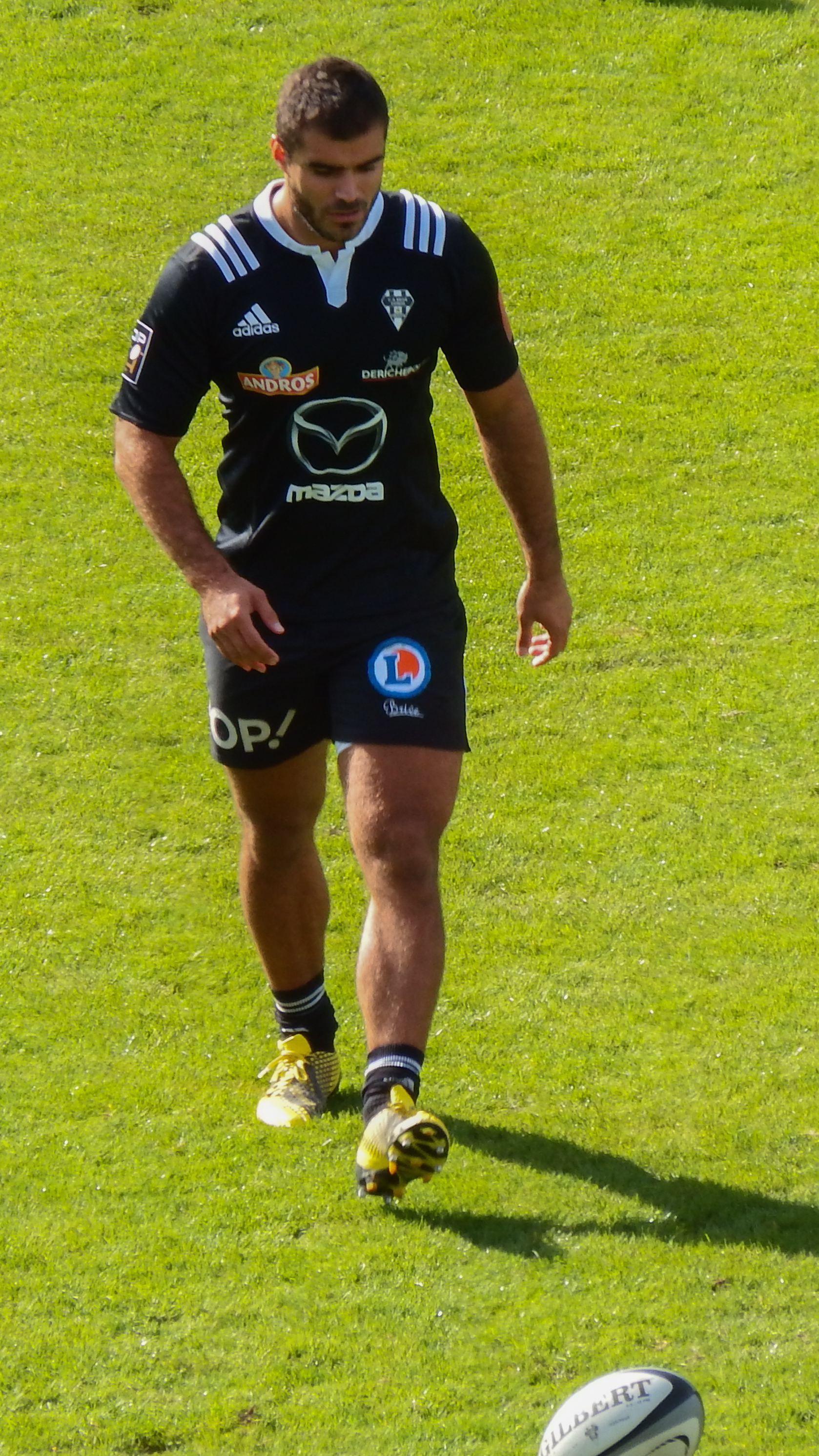
Gaëtan Germain (Brive)
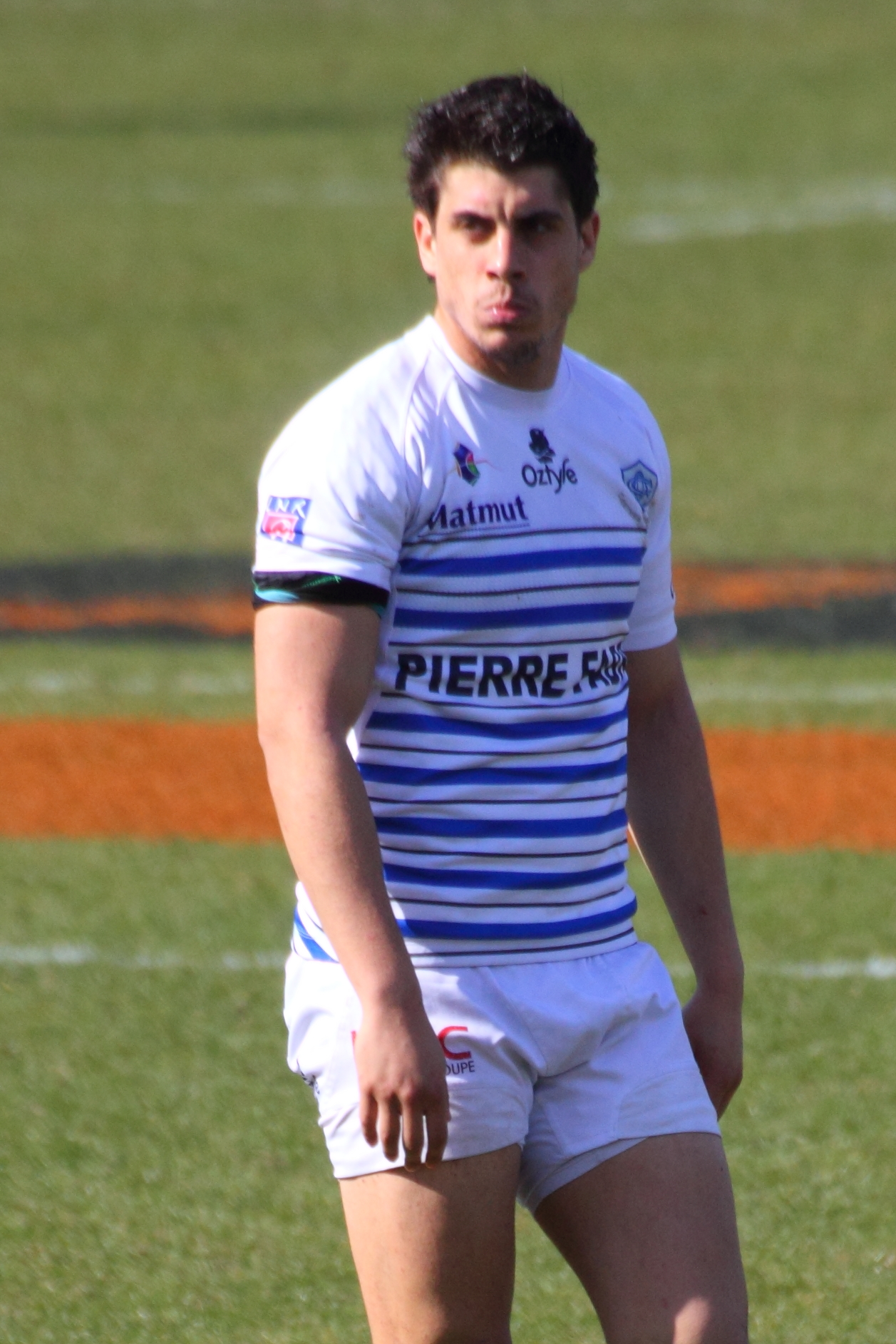
Pierre Bernard (Bordeaux-Bègles)
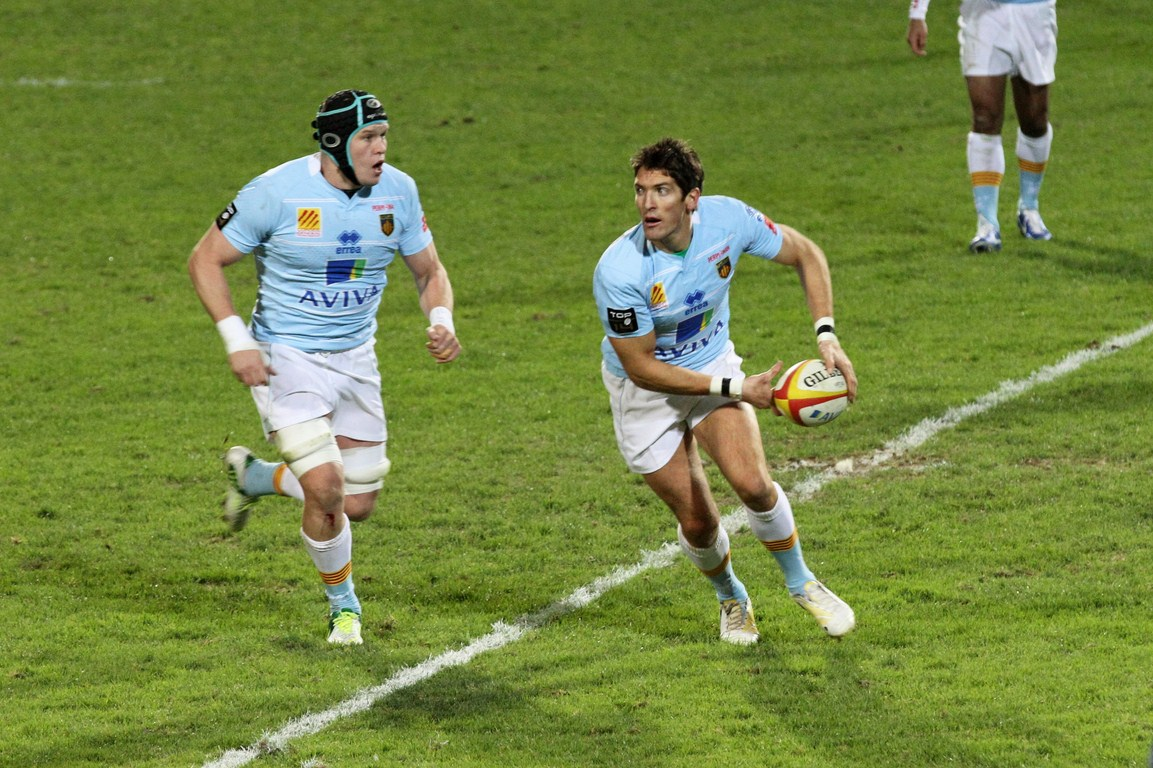
James Hook (Perpignan)
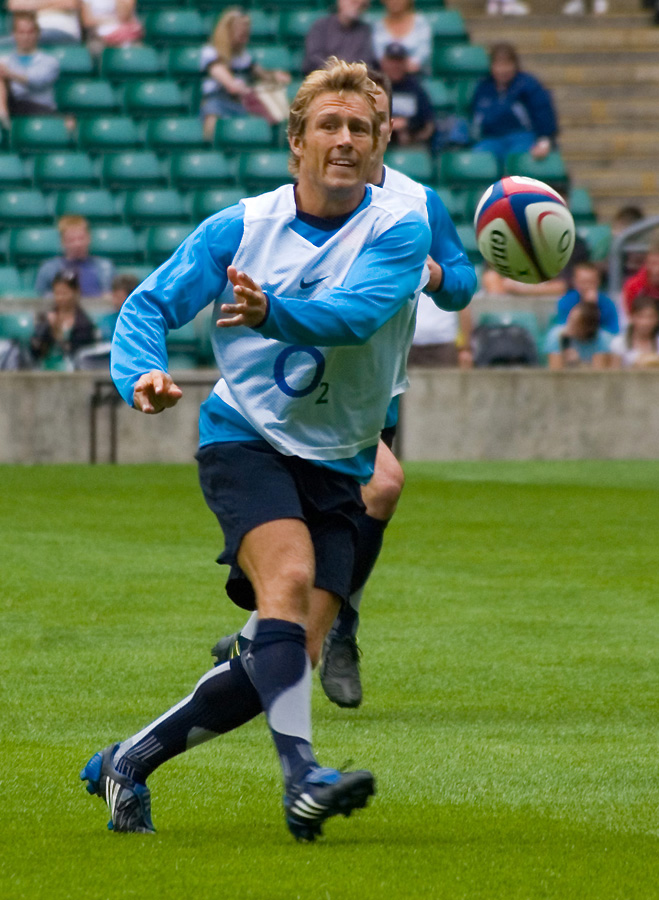
Jonny Wilkinson (Toulon)
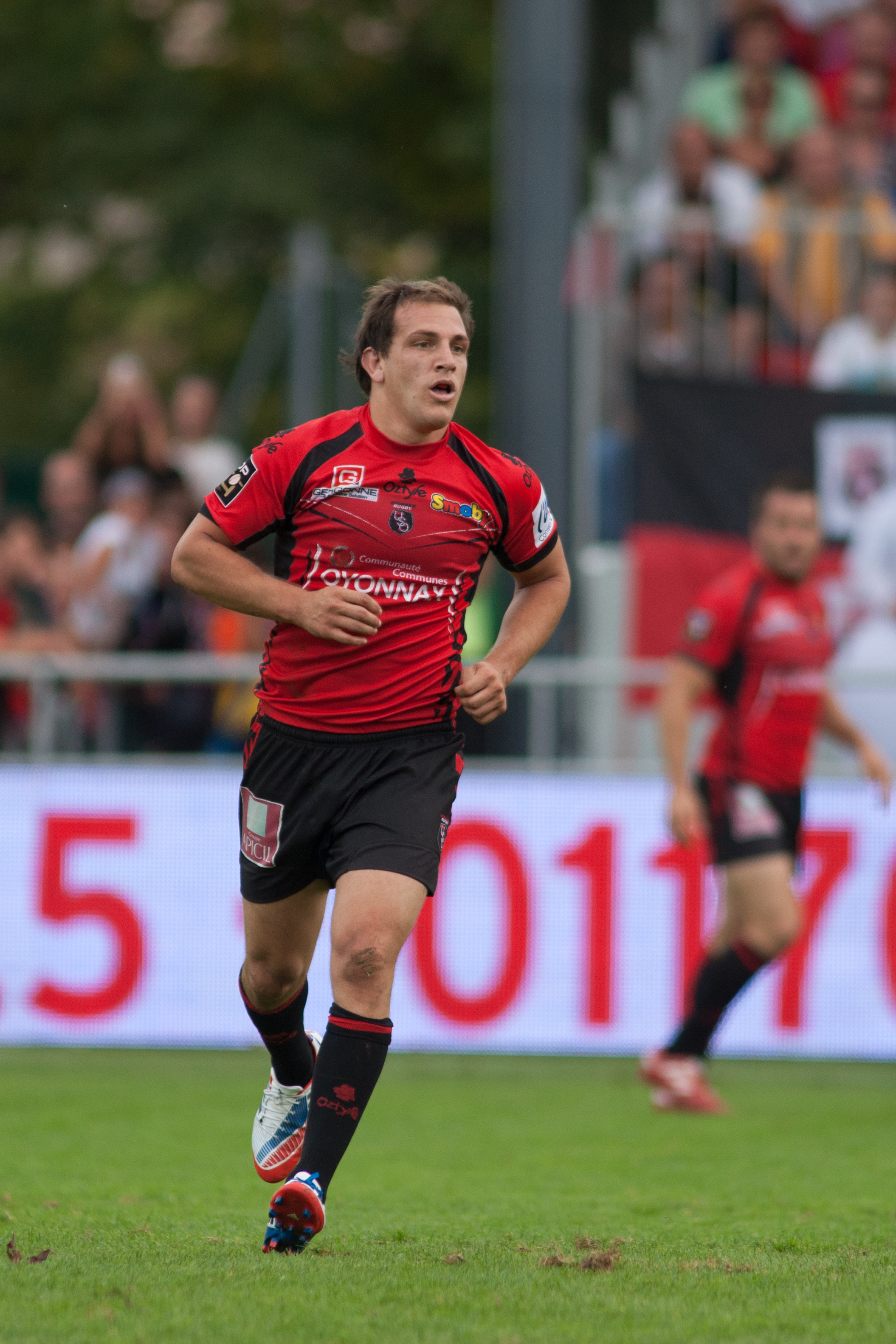
Benjamín Urdapilleta (Oyonnax)
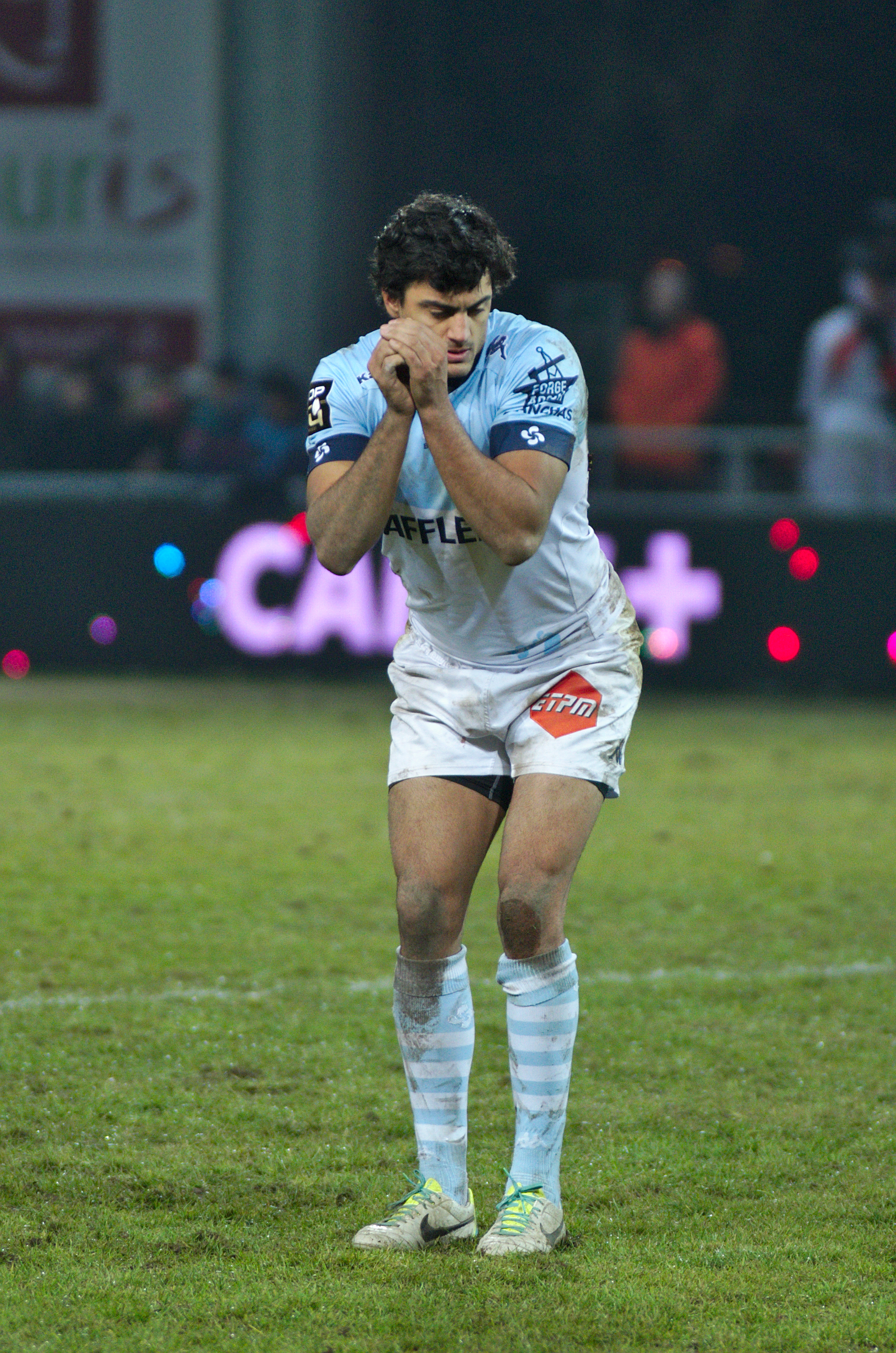
Martin Bustos Moyano (Bayonne)
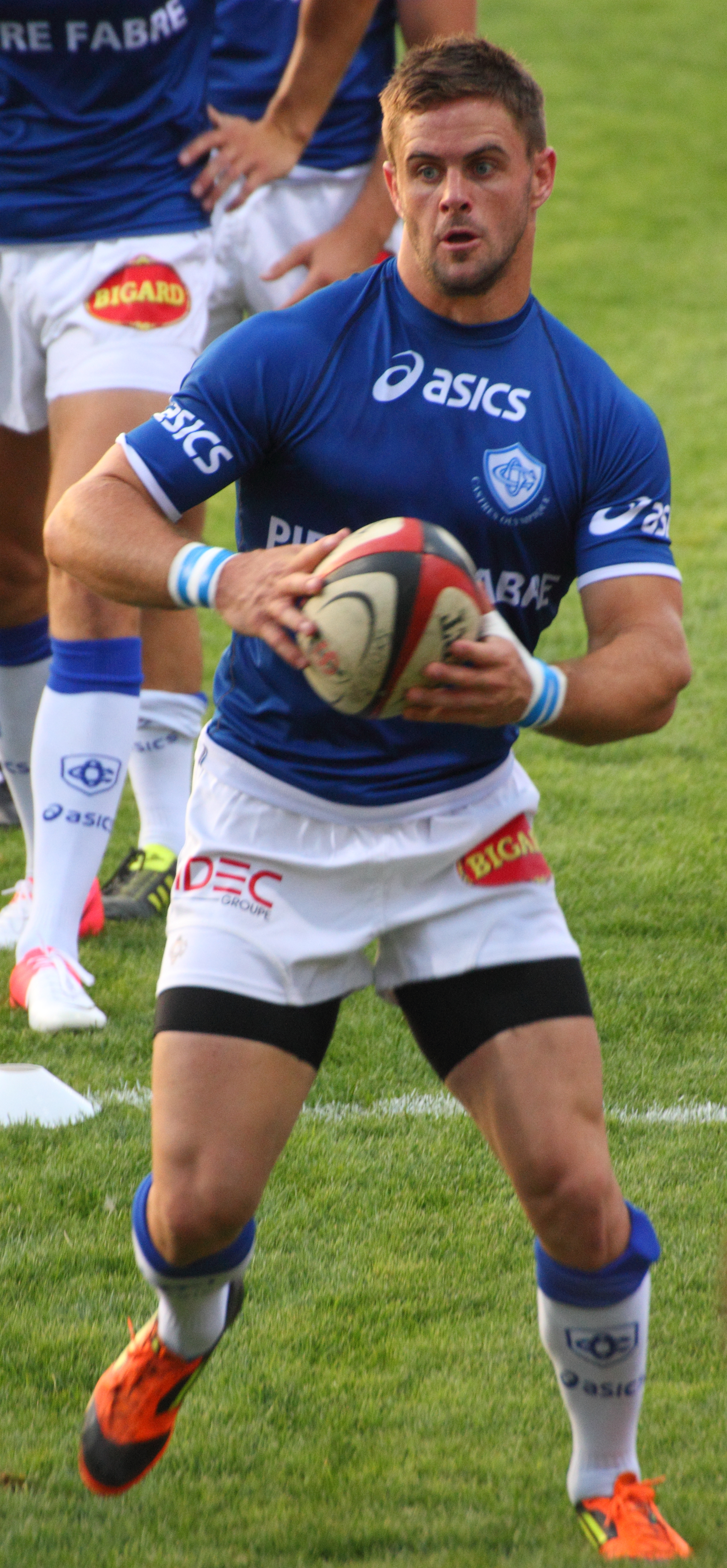
Rory Kockott (Castres)
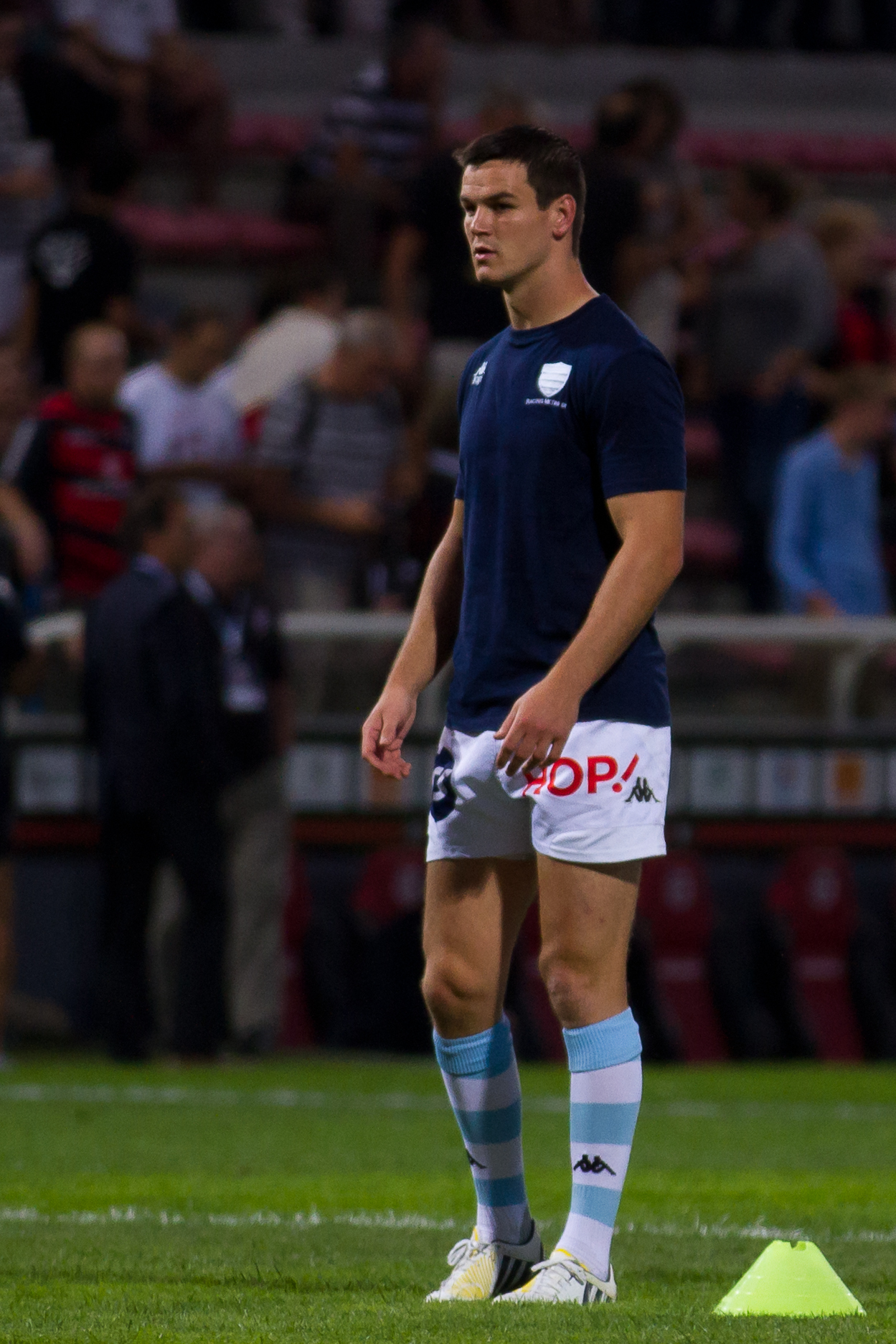
Jonathan Sexton (Racing-Métro)
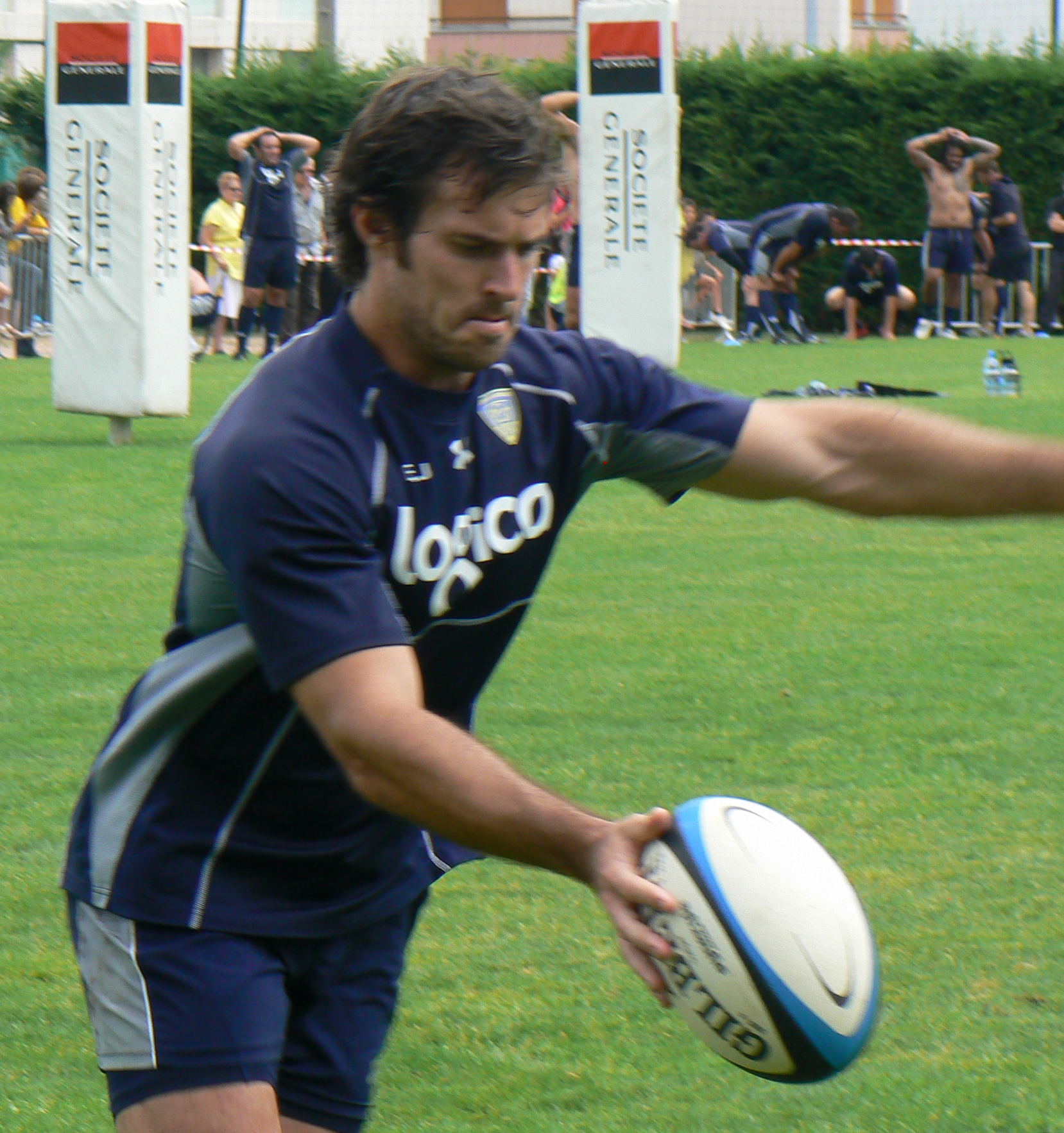
Brock James (Clermont)
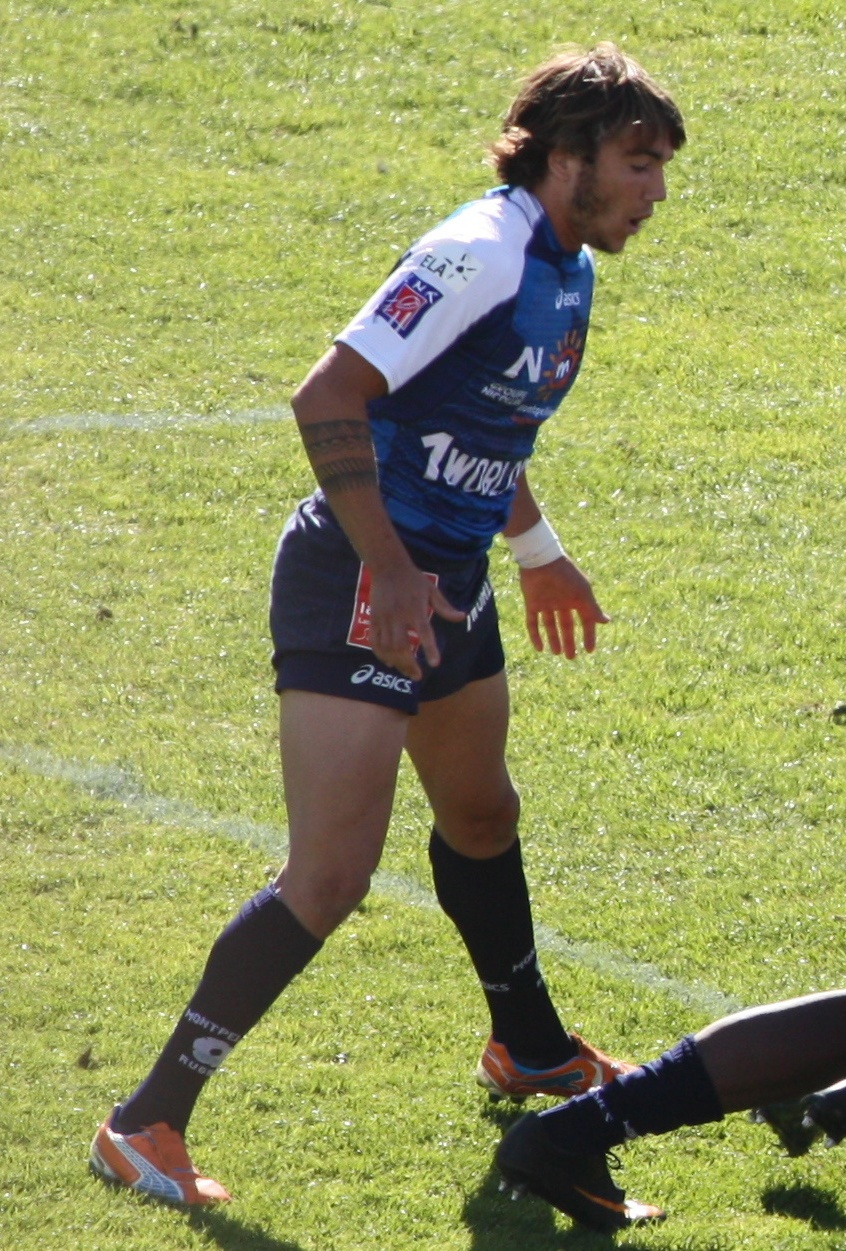
Benoît Paillaugue (MHR)

| Rang | Joueur               | Club                  | Poste            | Points | Essais | Transf. | Pén. | Drops |
| ---- | -------------------- | --------------------- | ---------------- | ------ | ------ | ------- | ---- | ----- |
| 1    | Gaëtan Germain       | CA Brive              | Arrière          | 299    | 3      | 25      | 78   | 0     |
| 2    | Pierre Bernard       | Union Bordeaux Bègles | Demi d'ouverture | 294    | 0      | 39      | 70   | 2     |
| 3    | Jonny Wilkinson      | RC Toulon             | Demi d'ouverture | 241    | 1      | 23      | 63   | 9     |
| 4    | James Hook           | USA Perpignan         | Demi d'ouverture | 253    | 1      | 22      | 65   | 3     |
| 5    | Rory Kockott         | Castres olympique     | Demi de mêlée    | 252    | 1      | 25      | 63   | 2     |
| 6    | Benjamin Urdapilleta | US Oyonnax            | Demi d'ouverture | 239    | 1      | 21      | 62   | 2     |
| 7    | Martin Bustos Moyano | Aviron bayonnais      | Ailier           | 220    | 1      | 13      | 63   | 0     |
| 8    | Brock James          | ASM Clermont          | Demi d'ouverture | 215    | 0      | 31      | 48   | 3     |
| 9    | Jonathan Sexton      | Racing Métro 92       | Demi d'ouverture | 187    | 3      | 11      | 59   | 0     |
| 10   | Benoît Paillaugue    | Montpellier HR        | Demi de mêlée    | 173    | 2      | 26      | 37   | 0     |

### Meilleur marqueur

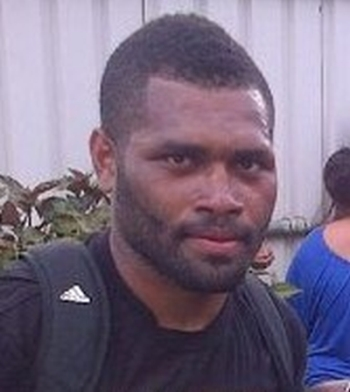
Metuisela Talebula (Bordeaux-Bègles)
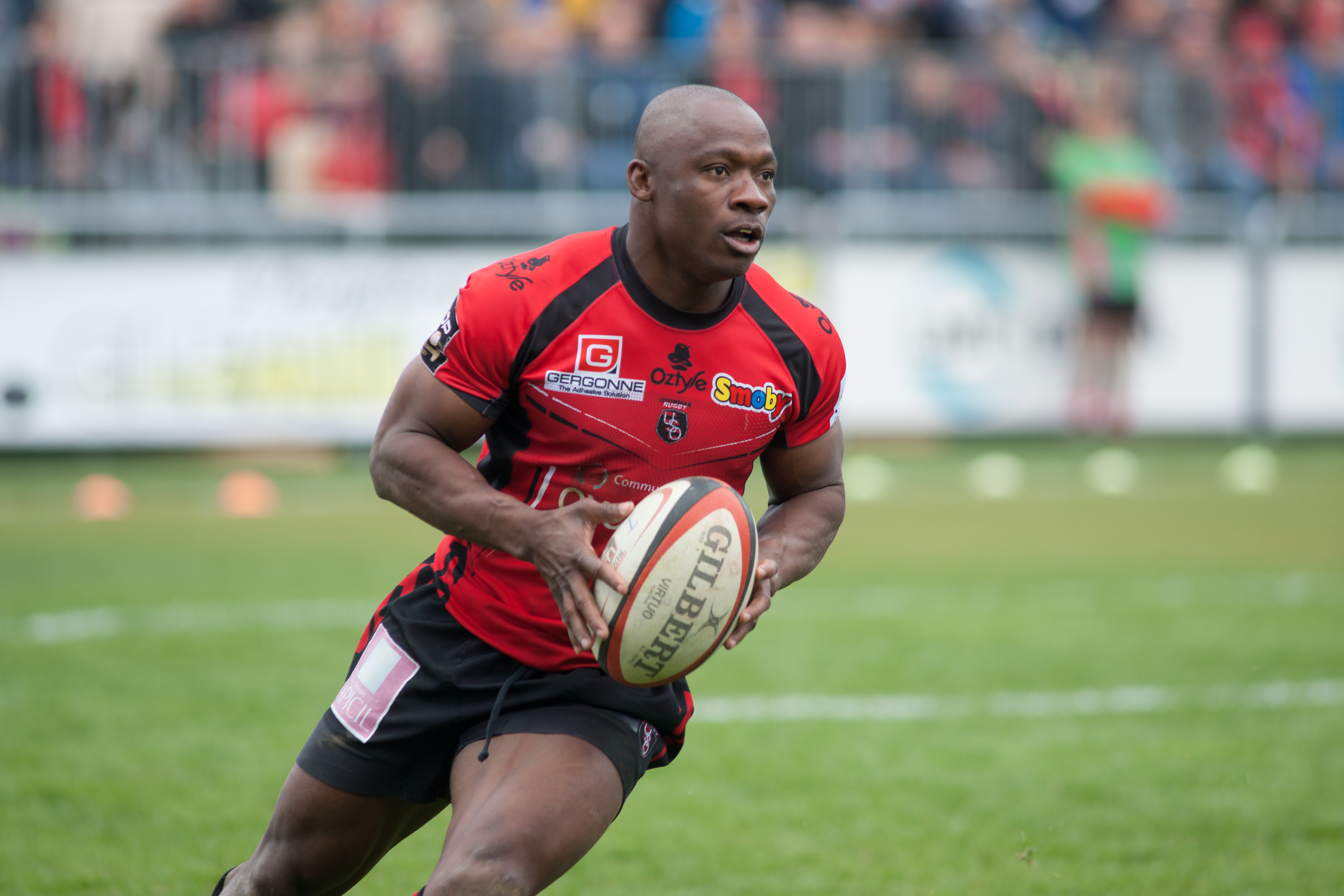
Silvère Tian (Oyonnax)
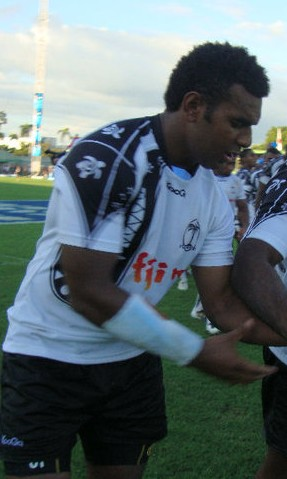
Timoci Nagusa (MHR)
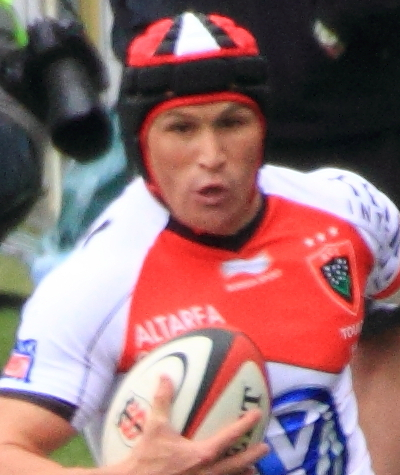
Matt Giteau (Toulon)
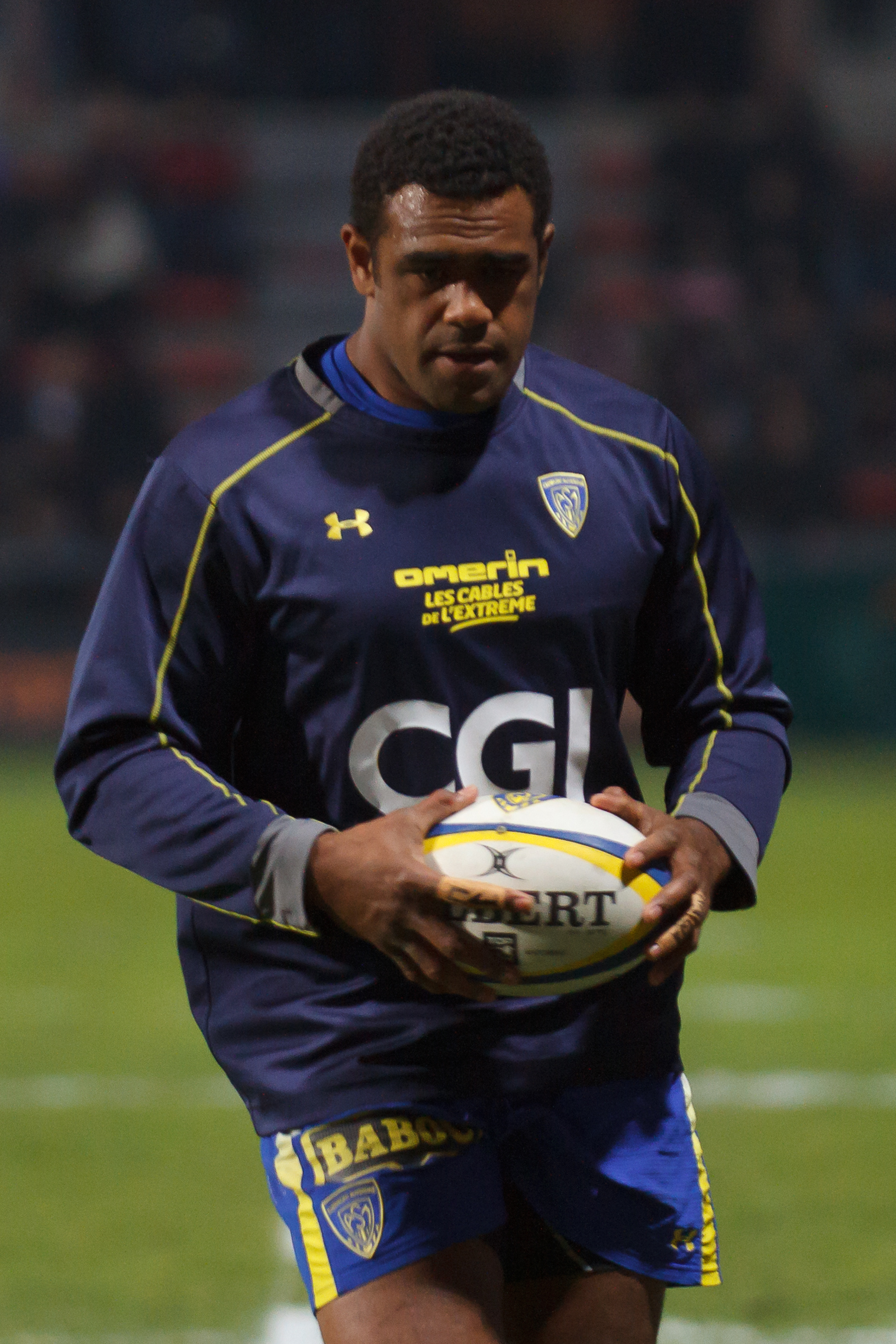
Napolioni Nalaga (Clermont)
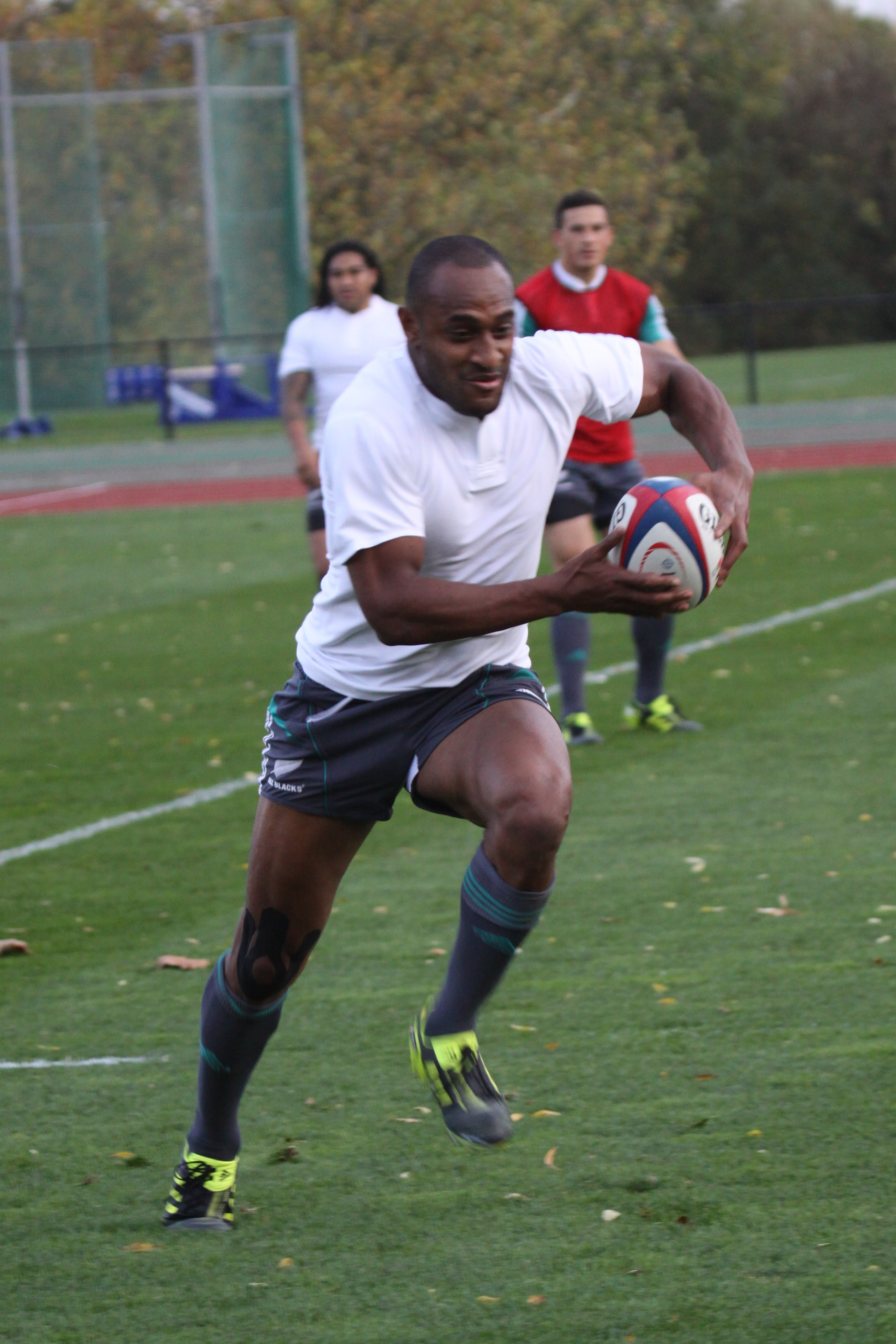
Joe Rokocoko (Bayonne)
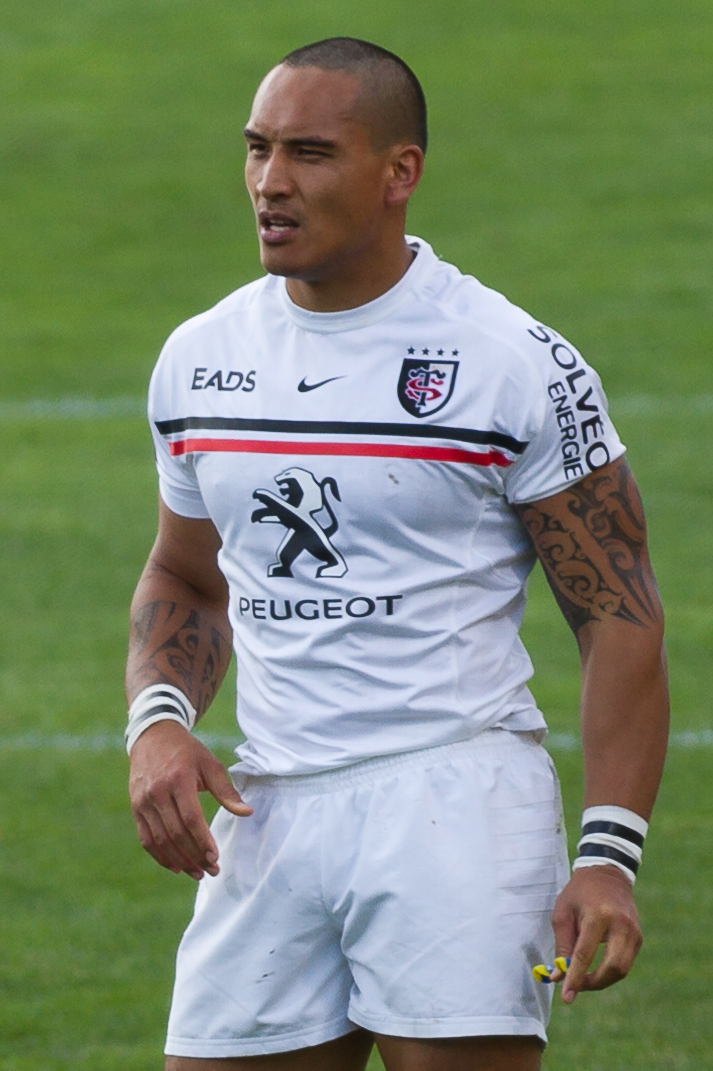
Hosea Gear (Toulouse)
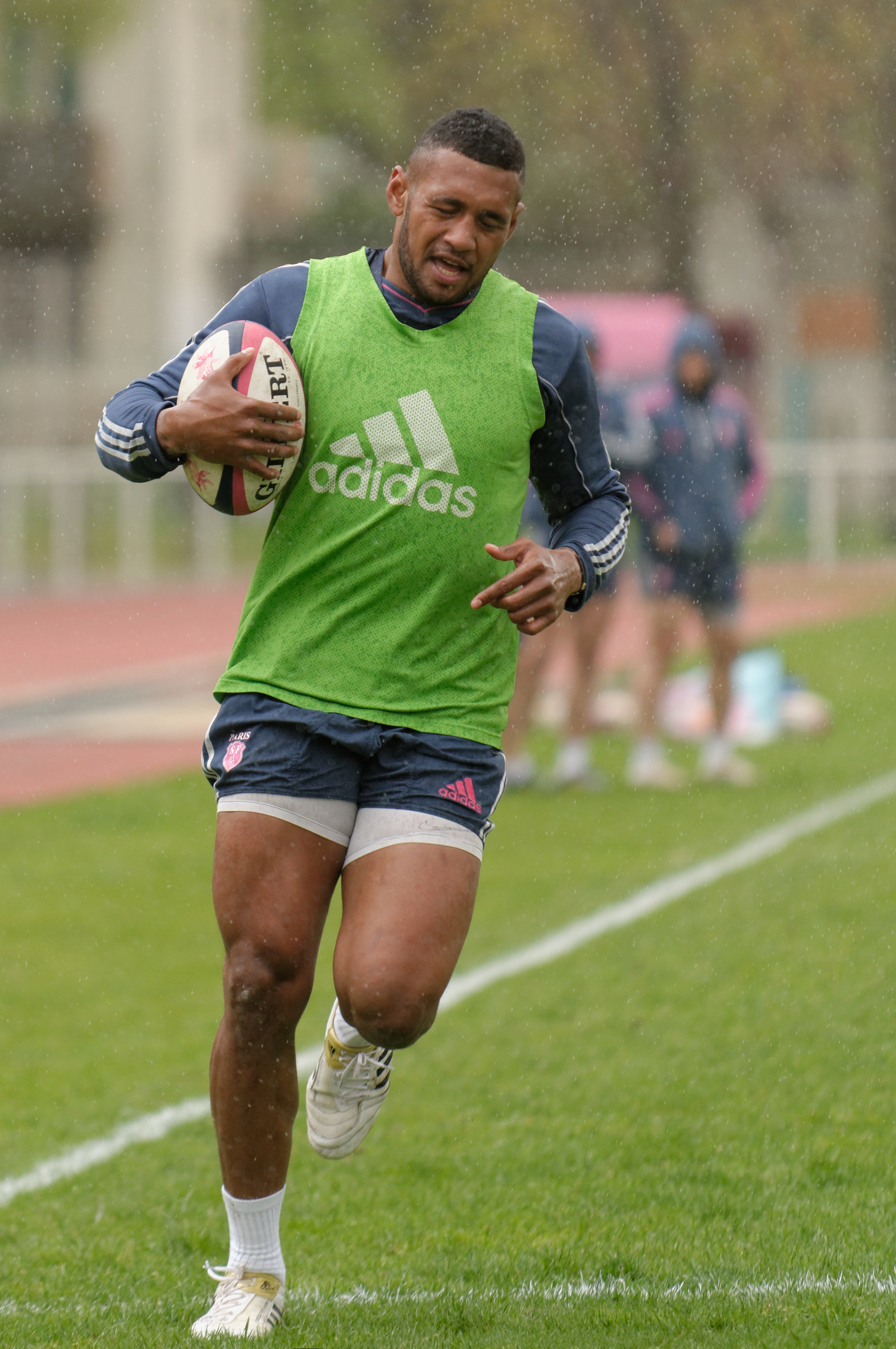
Waisea Vuidravuwalu (Stade français)
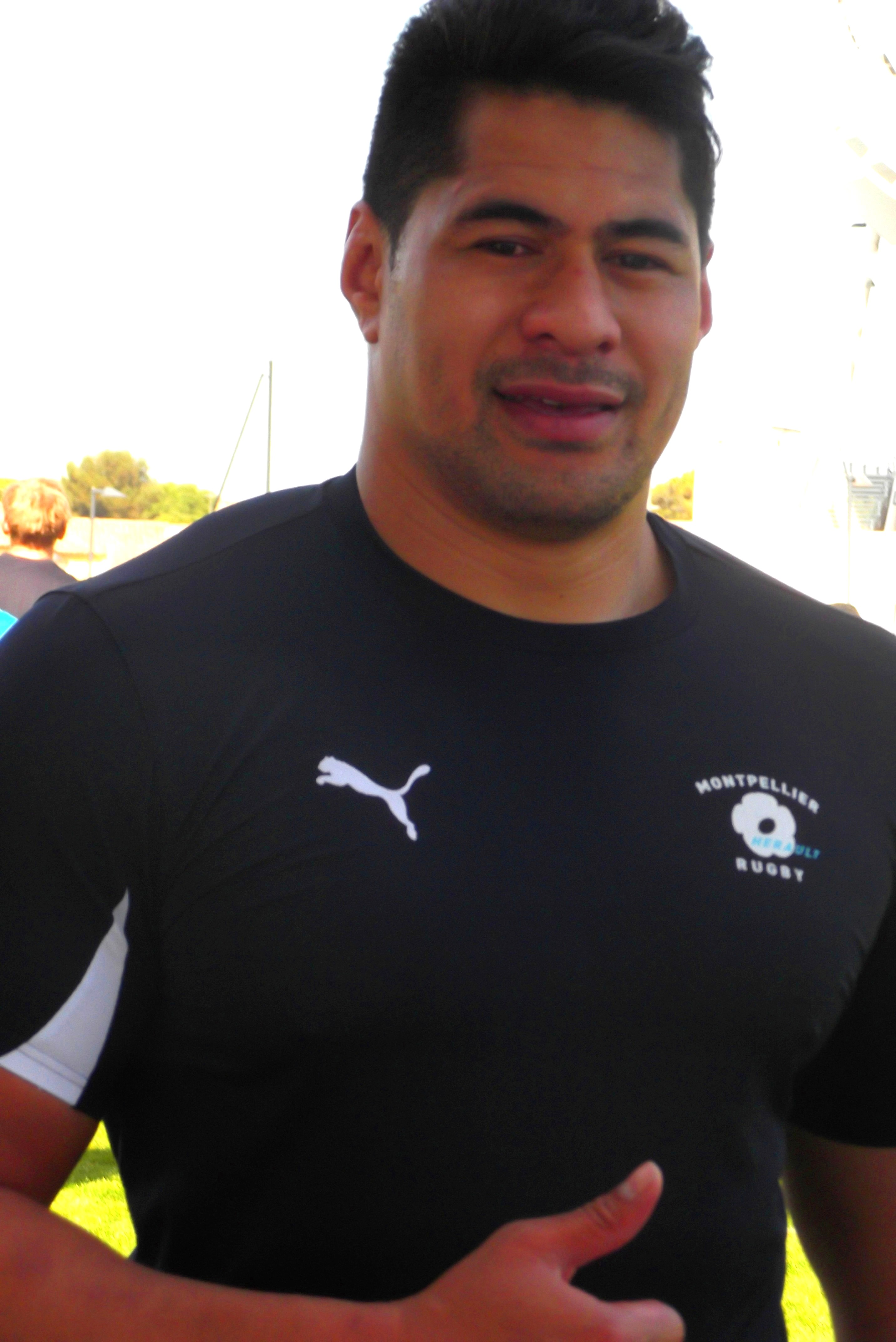
Alex Tulou (MHR)

| Rang | Joueur                         | Club                  | Poste                  | Essais |
| ---- | ------------------------------ | --------------------- | ---------------------- | ------ |
| 1    | Metuisela Talebula             | Union Bordeaux Bègles | Ailier                 | 15     |
| 2    | Timoci Nagusa                  | Montpellier HR        | Ailier                 | 10     |
| 2    | Silvère Tian                   | US Oyonnax            | Arrière                | 10     |
| 2    | Matt Giteau                    | RC Toulon             | Centre                 | 10     |
| 3    | Joe Rokocoko                   | Aviron bayonnais      | Ailier                 | 9      |
| 3    | Sofiane Guitoune               | USA Perpignan         | Ailier                 | 9      |
| 3    | Hosea Gear                     | Stade toulousain      | Ailier                 | 9      |
| 4    | Napolioni Nalaga               | ASM Clermont          | Ailier                 | 8      |
| 4    | Waisea Nayacalevu Vuidravuwalu | Stade français        | Ailier                 | 8      |
| 5    | Alex Tulou                     | Montpellier HR        | Troisième ligne centre | 7      |

### Meilleur marqueur de drops

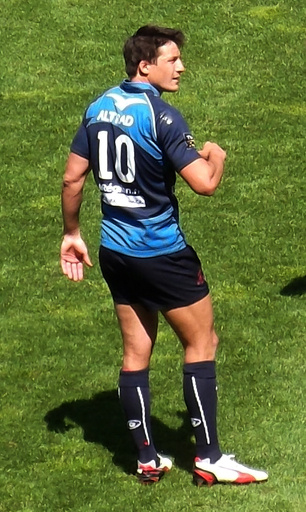
François Trinh Duc (Montpellier HR)
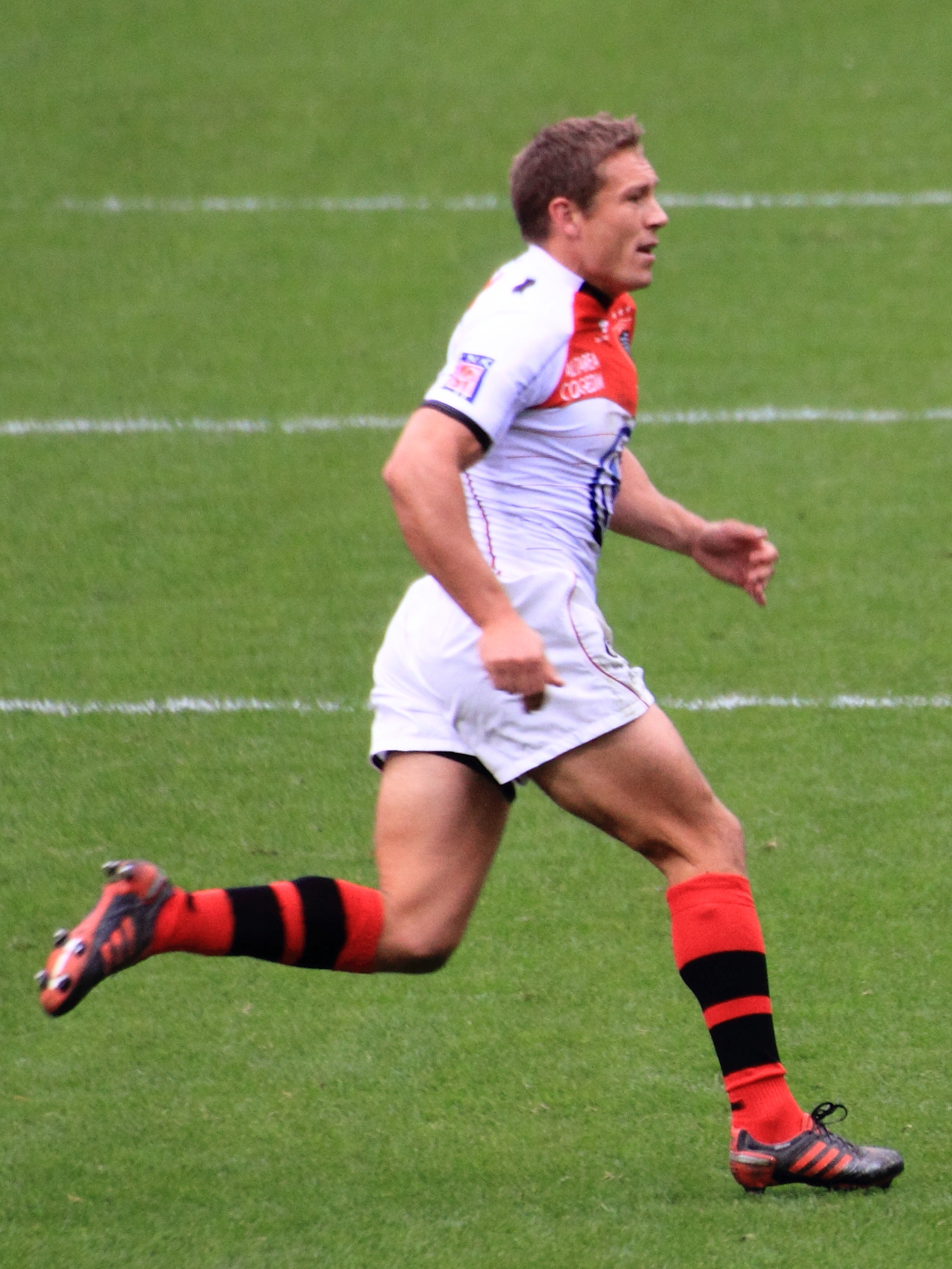
Jonny Wilkinson (Toulon)
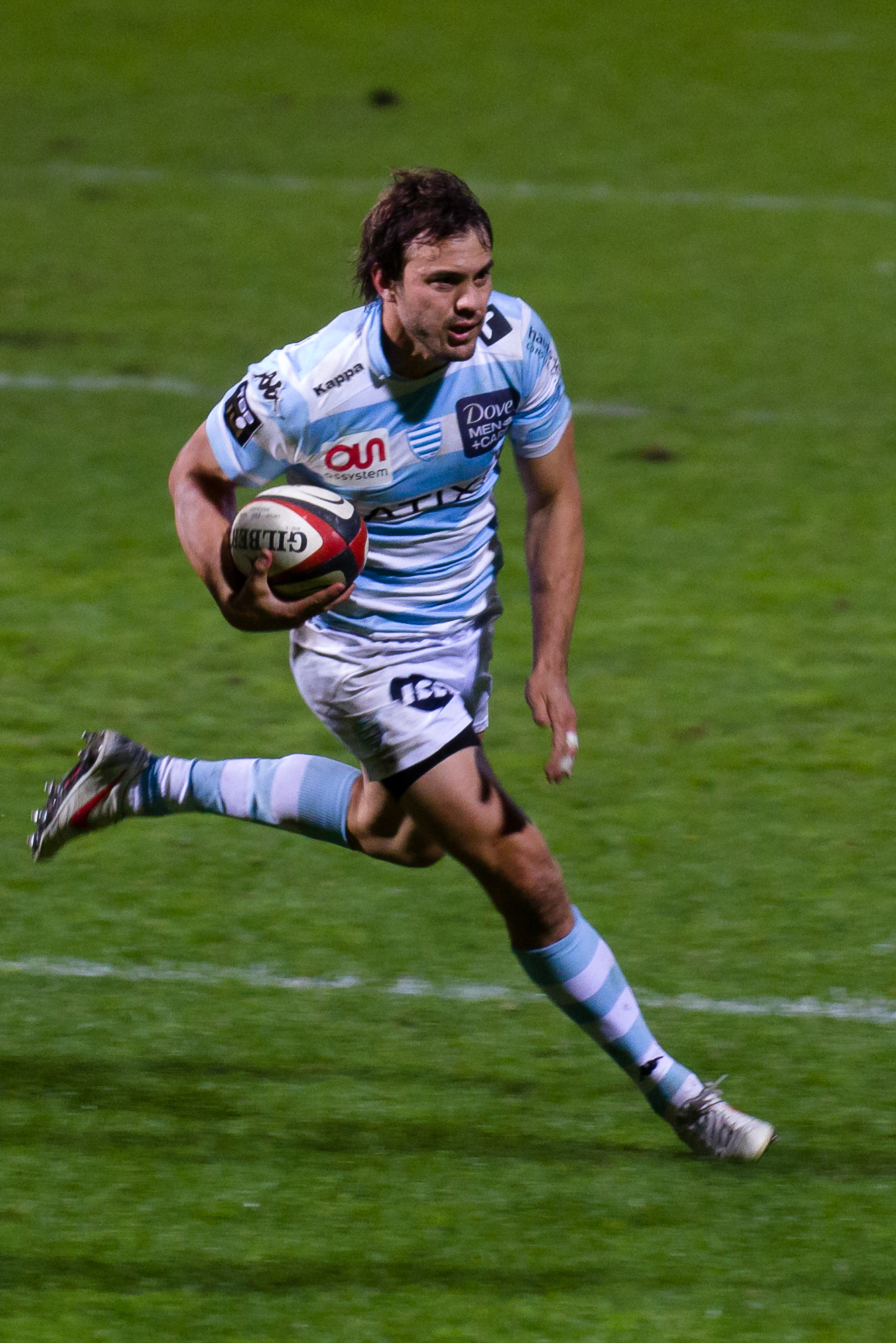
Juan Martin Hernandez (RM 92)
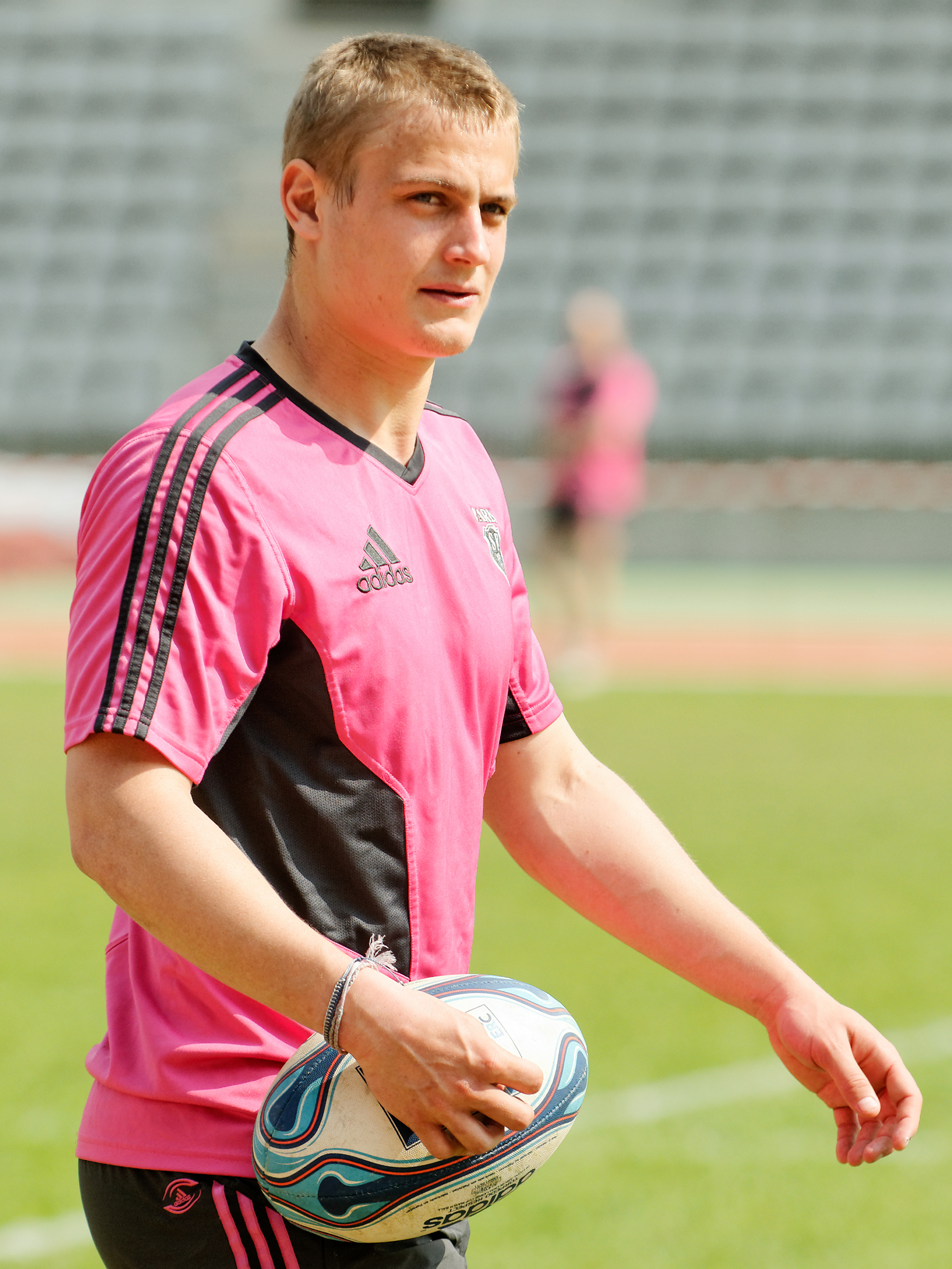
Jules Plisson (Stade français)
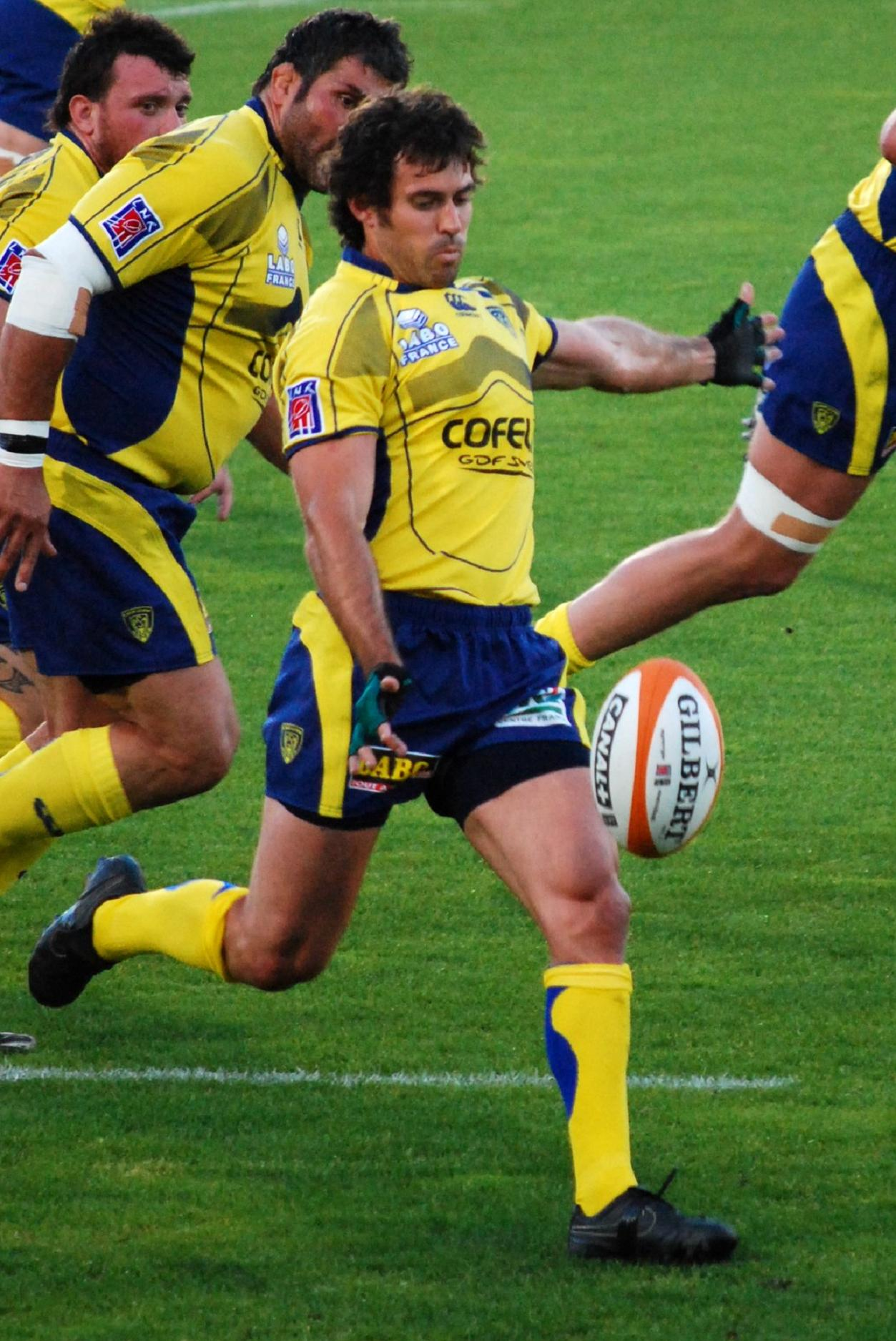
Brock James (Clermont)

| Rang | Joueur                | Club             | Poste            | drops |
| ---- | --------------------- | ---------------- | ---------------- | ----- |
| 1    | François Trinh-Duc    | Montpellier HR   | Demi d'ouverture | 9     |
| 1    | Jonny Wilkinson       | RC Toulon        | Demi d'ouverture | 9     |
| 2    | Juan Martín Hernández | Racing Métro 92  | Arrière          | 4     |
| 2    | Jules Plisson         | Stade français   | Demi d'ouverture | 4     |
| 3    | Brock James           | ASM Clermont     | Demi d'ouverture | 3     |
| 3    | James Hook            | USA Perpignan    | Demi d'ouverture | 3     |
| 3    | Lionel Beauxis        | Stade toulousain | Demi d'ouverture | 3     |

### Statistiques diverses

#### Équipes
- Plus grand nombre d'essais marqués par une équipe dans un match : 9 pour le RC Toulon lors de la 4e journée face Brive et contre Oyonnax lors de la 21e journée[60].
- Plus grand nombre d'essai dans un match : 10 lors du match RC Toulon - Oyonnax comptant pour la 21e journée[60].
- Plus grand nombre de drops dans un match : 3 lors de Stade français - USA Perpignan comptant pour la 2e journée[61].
- Plus grand nombre de points  marqués par une équipe dans un match : 64 de Toulon contre Oyonnax comptant pour la 21e journée[60].
- Plus grand écart de points : 55 lors de ASM Clermont Auvergne - Aviron bayonnais comptant pour la 4e journée[62].
- Plus grand nombre de points dans une rencontre : 74 lors de Toulon - Brive comptant pour la 4e et Toulon - Oyonnax comptant pour la 21e journée[63],[60].
- Équipes invaincues à domicile : Castres (12 victoires et 1 nul), Clermont invaincu lors des phases régulière (13 victoires) est battu à domicile en match de barrage par Castres.
- Équipes détenant le record d'invincibilité à domicile : L'ASM Clermont Auvergne depuis le 28 novembre 2009. Série terminée sur un total de 77 victoires toutes compétitions confondues le 10 mai 2014 face à Castres.

#### Individuelles
- Premier essai de la saison : Yoan Audrin à la 3e minute de la première journée pour Montpellier face au RC Toulon.
- Premier doublé : David Smith à la 7e et à la 64e minute de la deuxième journée pour le RC Toulon face au Racing Métro 92[64].
- Premier triplé : Gerhard Vosloo à la 5e, à la 46e et à la 50e minute de la quatrième journée pour l'ASM Clermont Auvergne face à l'Aviron bayonnais[65].
- Essai le plus rapide d'une rencontre : Thibault Lassalle au bout de 10 secondes  pour US Oyonnax face au Castres olympique lors de la 18e journée[66].
- Plus grand nombre de points marqués dans un match par un joueur : Jonathan Pélissié avec 31 points lors de la victoire de Montpellier face à Clermont lors de la 7e journée[67].
- Plus grand nombre de pénalités marquées dans un match par un joueur : Pierre Bernard avec 8 pénalités lors de la victoire de Bordeaux-Bègles face à Toulouse lors de la 1re journée.
- Plus grand nombre de drops marqués dans un match : Jules Plisson du Stade français avec trois drop marqués lors de la deuxième journée face à l'USA Perpignan[68].
- Plus grand nombre de transformations marquées dans un match : Jonny Wilkinson avec 8 transformations lors de Toulon - Oyonnax.
- Premier carton jaune : Virgile Bruni contre Montpellier.
- Premier carton rouge : Martin Castrogiovanni et Karim Ghezal lors de Toulon - Racing Métro 92[69].